# Frankreich beim Eurovision Song Contest
Teilnehmende Rundfunkanstalt

Erste Teilnahme
1956
Anzahl der Teilnahmen
68 (Stand 2025)
Höchste Platzierung
1 (1958, 1960, 1962, 1969, 1977)
Höchste Punktzahl
499 (2021)
Niedrigste Punktzahl
1 (1966)
Punkteschnitt (seit erstem Beitrag)
61,52 (Stand 2019)
Punkteschnitt pro abstimmendem Land im 12-Punkte-System
2,42 (Stand 2019)
Dieser Artikel befasst sich mit der Geschichte Frankreichs als Teilnehmer im Eurovision Song Contest.

## Regelmäßigkeit der Teilnahme und Erfolge im Wettbewerb

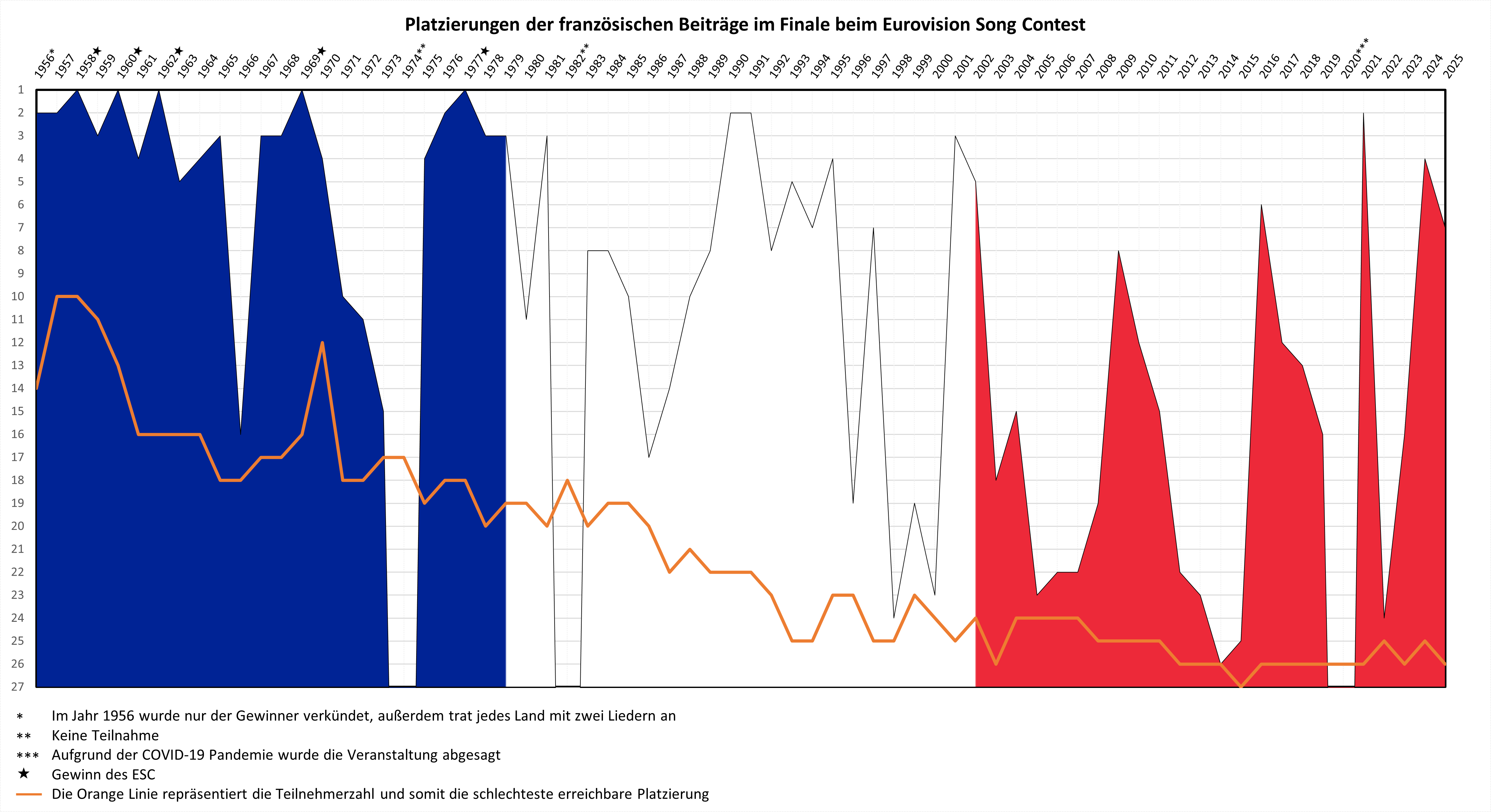
Platzierungen Frankreichs im Finale (Stand 2025)

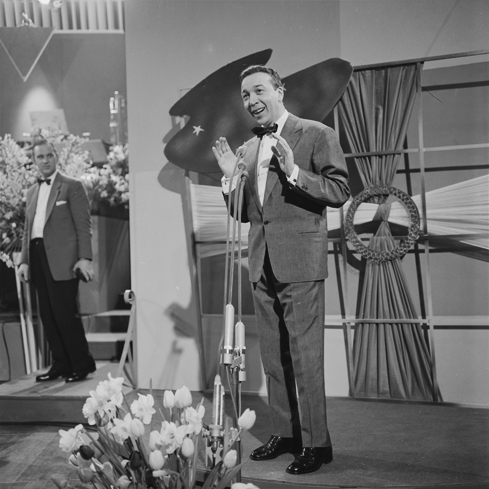
André Claveau konnte 1958 Frankreichs ersten Sieg einfahren

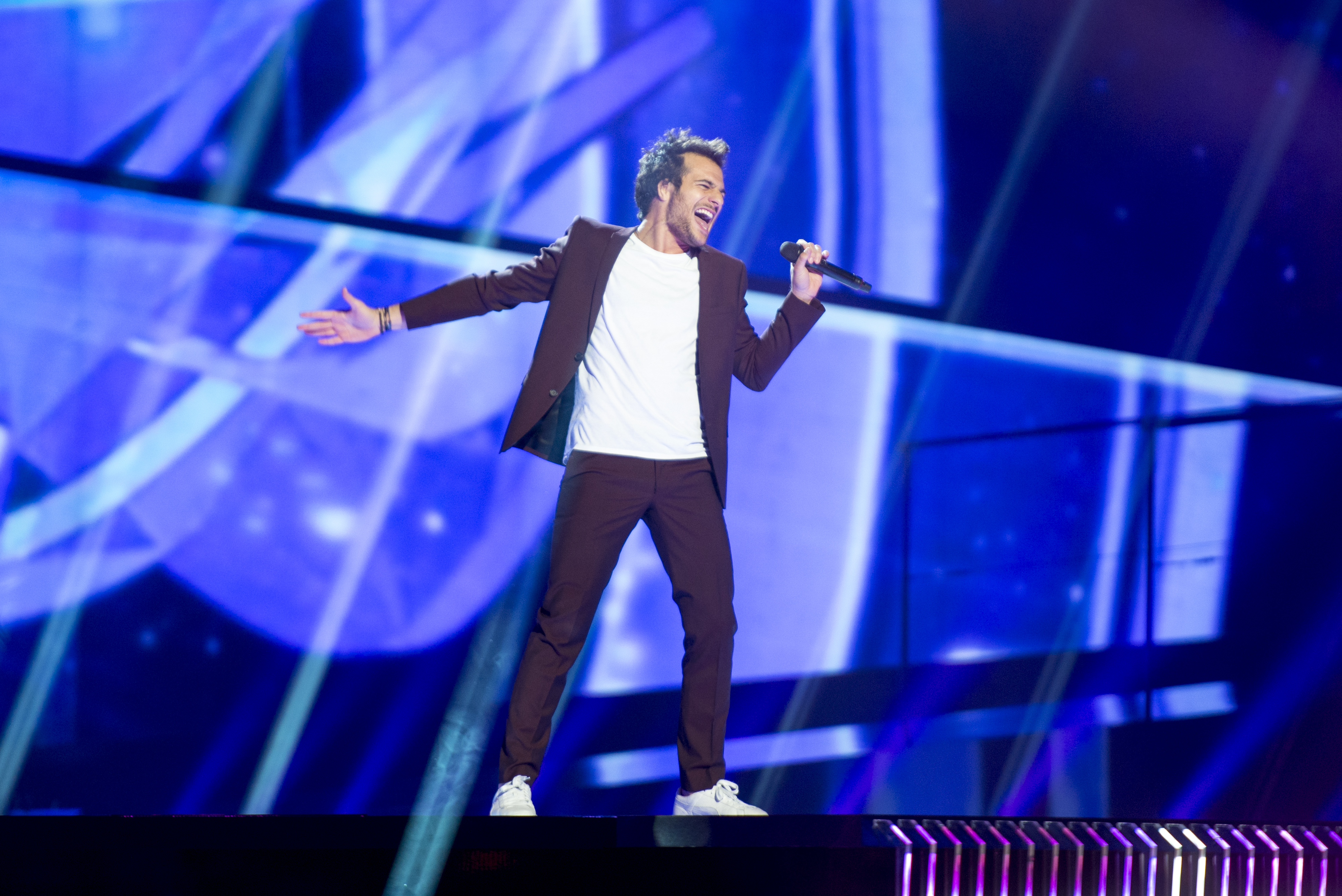
Amir konnte 2016 die beste Platzierung Frankreichs seit 14 Jahren erreichen

Frankreich nahm bereits am ersten Eurovision Song Contest im Jahr 1956 teil. Allerdings wurden, abgesehen vom Schweizer Sieg, die restlichen Platzierungen nie bekannt gemacht. 1957 startete das Land dann sehr erfolgreich in den Wettbewerb und holte Platz 2. 1958 konnte dann schon der erste Sieg eingefahren werden. André Claveau mit Dors mon amour gewann den Wettbewerb in Hilversum. 1959, als Frankreich den Wettbewerb zum ersten Mal ausrichtete, konnte Jean Philippe dann Platz 3 erreichen. 1960 gewann Frankreich dann zum zweiten Mal. Jacqueline Boyer konnte mit dem Evergreen Tom Pillibi den gesamten Wettbewerb gewinnen, womit Frankreich sich vier Jahre in Folge unter den besten Drei des Jahres platzieren konnte. Auch 1961 war das Land wieder erfolgreich als Jean-Paul Mauric Platz 4 holte. 1962 gewann Isabelle Aubret dann Wettbewerb und holte somit Frankreichs dritten Sieg im Wettbewerb. Bis zu diesem Zeitpunkt war kein Land so erfolgreich im Wettbewerb wie Frankreich. Aber das Land konnte seine Erfolge in den nächsten Jahren fortsetzen.
1963 und 1964 erreichten die französischen Beiträge mit Platz 5 und Platz 4 wieder gute Ergebnisse. 1965 konnte Frankreich dann zum zweiten Mal Platz 3 im Wettbewerb erreichen. 1966 folgte dann allerdings ein kurzer Tiefpunkt. Dominique Walter konnte nur den drittletzten Platz erreichen und holte mit nur einem Punkt Frankreichs bis heute niedrigste Punktzahl im Wettbewerb. Dagegen waren die Beiträge von 1967 und 1968 wieder sehr erfolgreich und konnten jeweils Platz 3 erreichen. 1969 konnte Frankreich dann seinen vierten Sieg einfahren. Allerdings war es ein besonderer Sieg. Schließlich gewannen, abgesehen von Frankreich, auch noch die Niederlande, Spanien und das Vereinigte Königreich den Wettbewerb 1969. Grund dafür waren die fehlenden Regeln, sollte ein Land die gleiche Punktzahl erreichen. 1970, als der Wettbewerb dann in den Niederlanden stattfand, konnte Frankreich mit Platz 4 allerdings wieder ein gutes Ergebnis erreichen. Von 1971 bis 1973 war Frankreich dann eher nur mäßig erfolgreich im Wettbewerb. 1971 konnte nur Platz 10 von 18 geholt werden, was Frankreichs schlechteste Platzierung seit 1966 darstellte. Aber auch 1972 war keine Besserung in Sicht. Betty Mars holte mit Platz 11 von 18 wieder nur eine durchschnittliche Platzierung. 1973 wurde Frankreich dann zum bereits zweiten Mal Drittletzter. 1974 wollte Frankreich dann trotz der eher mäßigen Erfolge wieder teilnehmen und wählte Dani mit dem Lied La vie à 25 ans aus. Allerdings zog der französische Sender kurz vor dem Wettbewerb seine Teilnahme zurück, nachdem der Tod von Staatschef Georges Pompidou bekannt wurde. So setzte Frankreich das erste Mal beim Wettbewerb aus. 1975 kehrte Frankreich wieder zum Wettbewerb zurück und konnte ab dann wieder an alte Erfolge anknüpfen.
Bei der Rückkehr 1975 konnte schließlich mit Platz 4 das beste Ergebnis seit fünf Jahren erreicht werden. 1976 erreichte Catherine Ferry dann Platz 2 und holte somit Frankreichs bereits zweiten Platz im Wettbewerb. Mit 147 Punkten holte sie zu dem Frankreichs bis dahin höchste Punktzahl im Wettbewerb. 1977 konnte Marie Myriam mit ihrem Lied L’oiseau et l’enfant dann Frankreichs fünften und bisher letzten Sieg im Wettbewerb einfahren. Aber auch 1978 und 1979 war das Land dann erfolgreich und konnte jeweils Platz 3 erreichen. 1980 wurde dann mit Platz 11 von 19 das erste Mal seit sieben Jahren keine Platzierung unter den besten Fünf eingefahren werden. 1981 hingegen wurde mit Platz 3 dann wieder ein gutes Ergebnis erreicht. Es war Frankreichs bereits siebter dritter Platz im Wettbewerb. 1982 setzte Frankreich dann zum bereits zweiten Mal beim Wettbewerb aus. Einen wirklichen Grund für das Fernbleiben gab es nicht, schließlich verzichtete Frankreich von vorneherein auf die Teilnahme. 1983 kehrte dann Frankreich aber wieder zum Wettbewerb zurück.
Allerdings war Frankreich ab 1983 nicht mehr so erfolgreich wie zuvor. 1983 und 1984 konnte jeweils Platz 8 erreicht werden, was eine noch gute Platzierung darstellte. 1985 wurde mit Platz 10 dann nur noch knapp ein Platz unter den besten Zehn erreicht. 1986 wurde mit Platz 17 von 20 dann ein schlechtes Ergebnis eingefahren. Auch 1987 wurde mit Platz 14 nur eine durchschnittliche Platzierung erreicht. 1988 konnte mit Platz 10 dann wieder knapp eine Platzierung unter den besten Zehn erreicht werden. Erst ab 1989 konnte Frankreich wieder eher an frühere Erfolge anknüpfen. 1989 konnte Nathalie Pâque mit Platz 8 wieder eine gute Platzierung erreichen. 1990 wurde mit Platz 2 dann das beste Ergebnis seit 13 Jahren erreicht. 1991 lag dann die Sängerin Amina punktgleich auf dem ersten Platz mit der Schwedin Carola. Dabei hatten beide die gleiche Anzahl an 12-Punktwertungen, Amina erhielt jedoch weniger Male 10 Punkte, so dass Schweden dann den Wettbewerb gewann und Frankreich Zweiter wurde. Trotz dieses verpassten Sieges konnte Frankreich auch 1992 gut abschneiden und holte, wie schon 1983, 1984 und 1989, Platz 8. 1993 und 1995 wurde Frankreich dann jeweils wieder Vierter. 1994 wurde mit Platz 7 ebenfalls ein gutes Ergebnis erreicht. Ab 1996 war Frankreich dann weniger erfolgreich und die Platzierung starten stark zu schwanken an.
1996 holte das Duo Dan Ar Braz & L’Héritage des Celtes die schlechteste Platzierung seit neun Jahren mit Platz 19 von 23. 1997 hingegen wurde mit Platz 7 wieder ein gutes Ergebnis erreicht. 1997 war aber trotzdem ein besonderes Jahr für Frankreich beim ESC. Schließlich wurde das Land Teil der eingeführten „Großen“ – Big Four (Deutschland, Frankreich, Großbritannien, Spanien), seit 2011 Big Five (mit Italien), die größten EBU-Beitragszahler – und hat damit immer einen garantierten Finalplatz. Diese Maßnahme wurde eingeführt, um die langfristige Teilnahme der großen Geldgeber (Spanien, Großbritannien, Frankreich und Deutschland, ab 2011 auch Italien) und so das Überleben des Contests zu sichern. 1998 war das für Frankreich sofort von nutzen. Das Land wurde Vorletzter und holte damit seine bis dahin schlechteste Platzierung im Wettbewerb. Ohne die Regelung der Big 4 hätte Frankreich 1999 gar nicht teilnehmen dürfen. 1999 wurde dann aber das Ergebnis von 1996 nur wiederholt mit Platz 19. Im Jahre 2000 folgte dann wieder ein vorletzter Platz, womit das Ergebnis von 1998 ebenfalls wiederholt wurde. Erst 2001 wurde mit Platz 4 wieder das erste gute Ergebnis seit vier Jahren erreicht. Außerdem war es die erste Platzierung unter den besten Fünf seit 1995. Auch 2002 war Frankreich wieder erfolgreich und holte Platz 5. Von 2003 bis 2008 war das Land hingegen sehr erfolglos. 2003 wurde mit Platz 18 und 2004 mit Platz 15 nur durchschnittliche Ergebnisse erzielt. 2005 wurde Frankreich dann Vorletzter. 2006 und 2007 landete das Land jeweils auf Platz 22 und damit auf dem Vorletzten Platz. Auch 2008 wurde mit Platz 19 nur eine mäßige Platzierung erreicht. Erst ab 2009 ging es für Frankreich wieder bergauf.
2009 konnte Patricia Kaas mit Platz 8 das beste Ergebnis seit sieben Jahren erzielen. 2010 und 2011 wurde mit Platz 12 und Platz 15 jeweils wieder durchschnittliche Platzierungen erreicht. Ab 2012 ging es allerdings wieder bergab für Frankreich. 2012 erreichte das Land Platz 22 im Finale, hätte jedoch allein Televoting gegolten, so wäre Frankreich auf Platz 26 gelandet und damit Letzter mit 0 Punkten geworden. Die Jury hatte das Land hingegen auf Platz 13 gesetzt. Auch 2013 landete Frankreich mit Platz 23 nur auf den hinteren Rängen. 2014 folgte dann ein neuer Tiefpunkt für Frankreich beim ESC. Twin Twin erreichten mit nur zwei Punkten den letzten Platz, den Frankreich damit zum ersten Mal erreichte. Auch 2015 wurde nur der Drittletzte erreicht, was Frankreich immer weniger erfolgreich beim Wettbewerb machte. Eine so schwache Phase wie von 2012 bis 2015 hatte Frankreich noch nie zuvor im Wettbewerb gehabt. Ab 2016 konnte das Land aber wieder erste Erfolge verbuchen.
Schließlich konnte Amir 2016 Platz 6 für Frankreich erreichen und holte damit den besten Platz seit 14 Jahren für das Land im Wettbewerb. Mit 257 Punkten holte er außerdem Frankreichs neue Höchstpunktzahl im Wettbewerb. 2017, 2018 und 2019 konnte mit Platz 12, 13 und 16 jeweils zufriedenstellende Ergebnisse im Mittelfeld erzielt werden. 2021 belegte Barbara Pravi den zweiten Platz. Sie erhielt 499 Punkte, wodurch es ihr gelang, die bisherige Höchstpunktzahl Frankreichs zu überbieten. Zudem ist es das beste Ergebnis Frankreichs seit 1991. 2022 wurde man mit Platz 24 von 25 allerdings nur Vorletzter, was das schlechteste Ergebnis Frankreichs seit 2015 ist. 2023 konnte man mit einem 16. Platz das Ergebnis vom Vorjahr verbessern, allerdings auch nur das Mittelfeld erreichen. 2024 hingegen erreichte Slimane mit Platz 4 wieder eine Platzierung unter den ersten Fünf - das beste Ergebnis der letzten 15 Jahre nach dem zweiten Platz von 2021. Auch 2025 erreichte Louane mit Platz 7 eine Platzierung in den Top Ten.
Demnach landeten 40 der 68 Beiträge in der oberen Tabellenhälfte. Zudem landete das Land nur einmal auf dem letzten Platz. Mit fünf Siegen (1958, 1960, 1962, 1969, 1977), fünf zweiten Plätzen (1957, 1976, 1990, 1991, 2021) und sieben dritten Plätzen (1959, 1965, 1967, 1968, 1978, 1979, 1981) gehört Frankreich, trotz mäßiger Erfolge seit dem Jahr 2000, zu den erfolgreichsten Ländern im Wettbewerb. Mit 68 Teilnahmen gehört es zudem zu den am längsten teilnehmenden Länder im Wettbewerb. Nur 1974 und 1982 setzte das Land freiwillig aus.

## Liste der Beiträge
Farblegende:
– 1. Platz. 
– 2. Platz. 
– 3. Platz. 
– Punktgleichheit mit dem letzten Platz.
– ausgeschieden im Halbfinale/in der Qualifikation/im osteuropäischen Vorentscheid.
– keine Teilnahme/nicht qualifiziert.
– Absage des Eurovision Song Contests.
| Jahr | Interpret                           | Titel Musik (M) und Text (T) | Sprache                         | Übersetzung                               | Finale                                                       | Finale                                                       | Halbfinale/ Qualifikation                                    | Halbfinale/ Qualifikation                                    | Nationaler Vorentscheid                                 |
| Jahr | Interpret                           | Titel Musik (M) und Text (T) | Sprache                         | Übersetzung                               | Platz                                                        | Punkte                                                       | Platz                                                        | Punkte                                                       | Nationaler Vorentscheid                                 |
| ---- | ----------------------------------- | --- | ------------------------------- | ----------------------------------------- | ------------------------------------------------------------ | ------------------------------------------------------------ | ------------------------------------------------------------ | ------------------------------------------------------------ | ------------------------------------------------------- |
| 1956 | Dany Dauberson                      | Il est là M/T: Simone Vallauris | Französisch                     | Er ist da                                 | k. A. / 14                                                   | k. A.                                                        | Kein Halbfinale ausgetragen                                  | Kein Halbfinale ausgetragen                                  | interne Auswahl                                         |
| 1956 | Mathé Altéry                        | Le temps perdu M: André Lodge; T: Rachèle Thoreau | Französisch                     | Die verlorene Zeit                        | k. A. / 14                                                   | k. A.                                                        | Kein Halbfinale ausgetragen                                  | Kein Halbfinale ausgetragen                                  | interne Auswahl                                         |
| 1957 | Paule Desjardins                    | La belle amour M: Guy Lafarge; T: Francis Carco | Französisch                     | Die schöne Liebe                          | 2 / 10                                                       | 17                                                           | Kein Halbfinale ausgetragen                                  | Kein Halbfinale ausgetragen                                  | Sept villes, une chanson                                |
| 1958 | André Claveau                       | Dors, mon amour M: Hubert Giraud; T: Pierre Delanoë | Französisch                     | Schlaf, mein Schatz                       | 1 / 10                                                       | 27                                                           | Kein Halbfinale ausgetragen                                  | Kein Halbfinale ausgetragen                                  | Nationaler Vorentscheid                                 |
| 1959 | Jean Philippe                       | Oui, oui, oui, oui M: Hubert Giraud; T: Pierre Cour | Französisch                     | Ja, ja, ja, ja                            | 3 / 11                                                       | 15                                                           | Kein Halbfinale ausgetragen                                  | Kein Halbfinale ausgetragen                                  | Nationaler Vorentscheid                                 |
| 1960 | Jacqueline Boyer                    | Tom Pillibi M: André Popp; T: Pierre Cour | Französisch                     | –                                         | 1 / 13                                                       | 32                                                           | Kein Halbfinale ausgetragen                                  | Kein Halbfinale ausgetragen                                  | interne Auswahl                                         |
| 1961 | Jean-Paul Mauric                    | Printemps (Avril carillonne) M: Francis Baxter; T: Guy Favereau                                                                                           | Französisch                     | Frühling (Der April läutet)               | 4 / 16                                                       | 13                                                           | Kein Halbfinale ausgetragen                                  | Kein Halbfinale ausgetragen                                  | Nationaler Vorentscheid                                 |
| 1962 | Isabelle Aubret                     | Un premier amour M: Claude-Henri Vic; T: Roland Stephane Valade                                                                                           | Französisch                     | Eine erste Liebe                          | 1 / 16                                                       | 26                                                           | Kein Halbfinale ausgetragen                                  | Kein Halbfinale ausgetragen                                  | interne Auswahl                                         |
| 1963 | Alain Barrière                      | Elle était si jolie M/T: Alain Barrière, A. Migiani | Französisch                     | Sie war so hübsch                         | 5 / 16                                                       | 25                                                           | Kein Halbfinale ausgetragen                                  | Kein Halbfinale ausgetragen                                  | interne Auswahl                                         |
| 1964 | Rachel                              | Le chant de Mallory M: André Popp; T: Pierre Cour | Französisch                     | Mallorys Gesang                           | 4 / 16                                                       | 14                                                           | Kein Halbfinale ausgetragen                                  | Kein Halbfinale ausgetragen                                  | interne Auswahl                                         |
| 1965 | Guy Mardel                          | N’avoue jamais M: Guy Mardel; T: Françoise Dorin | Französisch                     | Gestehe niemals                           | 3 / 18                                                       | 22                                                           | Kein Halbfinale ausgetragen                                  | Kein Halbfinale ausgetragen                                  | interne Auswahl                                         |
| 1966 | Dominique Walter                    | Chez nous M: Claude Carrère; T: Jacques Plante | Französisch                     | Bei uns                                   | 16 / 18                                                      | 1                                                            | Kein Halbfinale ausgetragen                                  | Kein Halbfinale ausgetragen                                  | interne Auswahl                                         |
| 1967 | Noëlle Cordier                      | Il doit faire beau là-bas M: Hubert Giraud; T: Pierre Delanoë                                                                                             | Französisch                     | Dort muss es schön sein                   | 3 / 17                                                       | 20                                                           | Kein Halbfinale ausgetragen                                  | Kein Halbfinale ausgetragen                                  | interne Auswahl                                         |
| 1968 | Isabelle Aubret                     | La source M: Daniel Faure; T: Henri Dijan, Guy Bonnet | Französisch                     | Die Quelle                                | 3 / 17                                                       | 20                                                           | Kein Halbfinale ausgetragen                                  | Kein Halbfinale ausgetragen                                  | interne Auswahl                                         |
| 1969 | Frida Boccara                       | Un jour, un enfant M: Emile Stern; T: Eddy Marnay | Französisch                     | Ein Tag, ein Kind                         | 1 / 16                                                       | 18                                                           | Kein Halbfinale ausgetragen                                  | Kein Halbfinale ausgetragen                                  | interne Auswahl                                         |
| 1970 | Guy Bonnet                          | Marie-Blanche M: Guy Bonnet; T: André-Pierre Dousset | Französisch                     | –                                         | 4 / 12                                                       | 8                                                            | Kein Halbfinale ausgetragen                                  | Kein Halbfinale ausgetragen                                  | Musicolor                                               |
| 1971 | Serge Lama                          | Un jardin sur la terre M: Alice Dona; T: Henri Dijan, Jacques Demarny                                                                                     | Französisch                     | Ein Garten auf der Erde                   | 10 / 18                                                      | 82                                                           | Kein Halbfinale ausgetragen                                  | Kein Halbfinale ausgetragen                                  | interne Auswahl                                         |
| 1972 | Betty Mars                          | Comé-comédie M/T: Frédéric Botton | Französisch                     | Komö-Komödie                              | 11 / 18                                                      | 81                                                           | Kein Halbfinale ausgetragen                                  | Kein Halbfinale ausgetragen                                  | interne Auswahl                                         |
| 1973 | Martine Clémenceau                  | Sans toi M: Paul Koulak; T: Anne Grégory | Französisch                     | Ohne dich                                 | 15 / 17                                                      | 65                                                           | Kein Halbfinale ausgetragen                                  | Kein Halbfinale ausgetragen                                  | Nationaler Vorentscheid                                 |
| 1974 | Dani                                | La vie à 25 ans M/T: Christine Fontane | Französisch                     | Das Leben mit 25                          | Teilnahme zurückgezogen Staatstrauer nach dem Tode Pompidous | Teilnahme zurückgezogen Staatstrauer nach dem Tode Pompidous | Teilnahme zurückgezogen Staatstrauer nach dem Tode Pompidous | Teilnahme zurückgezogen Staatstrauer nach dem Tode Pompidous | interne Auswahl                                         |
| 1975 | Nicole Rieu                         | Et bonjour à toi, l’artiste M/T: Pierre Delanoë, Jaff Barnel                                                                                              | Französisch                     | Und dir, Künstler, guten Tag              | 4 / 19                                                       | 91                                                           | Kein Halbfinale ausgetragen                                  | Kein Halbfinale ausgetragen                                  | interne Auswahl                                         |
| 1976 | Catherine Ferry                     | Un, deux, trois M: Tony Rallo; T: Jean-Paul Cara | Französisch                     | Eins, zwei, drei                          | 2 / 18                                                       | 147                                                          | Kein Halbfinale ausgetragen                                  | Kein Halbfinale ausgetragen                                  | Nationaler Vorentscheid                                 |
| 1977 | Marie Myriam                        | L’oiseau et l’enfant M: Jean-Paul Cara; T: Joe Gracy | Französisch                     | Der Vogel und das Kind                    | 1 / 18                                                       | 136                                                          | Kein Halbfinale ausgetragen                                  | Kein Halbfinale ausgetragen                                  | Nationaler Vorentscheid                                 |
| 1978 | Joël Prévost                        | Il y aura toujours des violons M: Gérard Stern; T: Didier Barbelivien                                                                                     | Französisch                     | Es wird immer Violinen geben              | 3 / 20                                                       | 119                                                          | Kein Halbfinale ausgetragen                                  | Kein Halbfinale ausgetragen                                  | Nationaler Vorentscheid                                 |
| 1979 | Anne-Marie David                    | Je suis l’enfant-soleil M: Hubert Giraud; T: Eddy Marnay                                                                                                  | Französisch                     | Ich bin das Sonnenkind                    | 3 / 19                                                       | 106                                                          | Kein Halbfinale ausgetragen                                  | Kein Halbfinale ausgetragen                                  | Concours de la Chanson Française pour l’Eurovision 1979 |
| 1980 | Profil                              | Hé, hé m’sieurs dames M: Sylvano Sontorio; T: Richard de Bordeaux, Richard Joffo                                                                          | Französisch                     | Hey, hey, meine Damen und Herren          | 11 / 19                                                      | 45                                                           | Kein Halbfinale ausgetragen                                  | Kein Halbfinale ausgetragen                                  | Nationaler Vorentscheid                                 |
| 1981 | Jean Gabilou                        | Humanahum M: Jean-Paul Cara; T: Joe Gracy | Französisch                     | Land der Menschen                         | 3 / 20                                                       | 125                                                          | Kein Halbfinale ausgetragen                                  | Kein Halbfinale ausgetragen                                  | Concours de la Chanson Française pour l’Eurovision 1981 |
| 1982 | Auf Teilnahme verzichtet            | Auf Teilnahme verzichtet | Auf Teilnahme verzichtet        | Auf Teilnahme verzichtet                  | Auf Teilnahme verzichtet                                     | Auf Teilnahme verzichtet                                     | Auf Teilnahme verzichtet                                     | Auf Teilnahme verzichtet                                     | Auf Teilnahme verzichtet                                |
| 1983 | Guy Bonnet                          | Vivre M: Guy Bonnet; T: Fulbert Cant | Französisch                     | Leben                                     | 8 / 20                                                       | 56                                                           | Kein Halbfinale ausgetragen                                  | Kein Halbfinale ausgetragen                                  | Nationaler Vorentscheid                                 |
| 1984 | Annick Thoumazeau                   | Autant d’amoureux que d’étoiles M: Vladimir Kosma; T: Charles Level                                                                                       | Französisch                     | So viele Verliebte wie Sterne             | 8 / 19                                                       | 61                                                           | Kein Halbfinale ausgetragen                                  | Kein Halbfinale ausgetragen                                  | Nationaler Vorentscheid                                 |
| 1985 | Roger Bens                          | Femme, dans ses rêves aussi M/T: Didier Pascalis | Französisch                     | Auch in ihren Träumen (ist sie) eine Frau | 10 / 19                                                      | 56                                                           | Kein Halbfinale ausgetragen                                  | Kein Halbfinale ausgetragen                                  | Nationaler Vorentscheid                                 |
| 1986 | Cocktail Chic                       | Européennes M/T: Georges Cost, Michel Costa | Französisch                     | Europäerinnen                             | 17 / 20                                                      | 13                                                           | Kein Halbfinale ausgetragen                                  | Kein Halbfinale ausgetragen                                  | L’Eurovision 1986                                       |
| 1987 | Christine Minier                    | Les mots d’amour n’ont pas de dimanche M: Gerard Curci; T: Marc Minier                                                                                    | Französisch                     | Die Worte der Liebe kennen keinen Sonntag | 14 / 22                                                      | 44                                                           | Kein Halbfinale ausgetragen                                  | Kein Halbfinale ausgetragen                                  | Nationaler Vorentscheid                                 |
| 1988 | Gérard Lenorman                     | Chanteur de charme M: Gérard Lénorman; T: Gérard Lénorman, Claude Lemesle                                                                                 | Französisch                     | Schnulzensänger                           | 10 / 21                                                      | 64                                                           | Kein Halbfinale ausgetragen                                  | Kein Halbfinale ausgetragen                                  | interne Auswahl                                         |
| 1989 | Nathalie Pâque                      | J’ai volé la vie M: Guy Mattéoni, G.G. Candy; T: Sylvain Lebel                                                                                            | Französisch                     | Ich habe das Leben gestohlen              | 8 / 22                                                       | 60                                                           | Kein Halbfinale ausgetragen                                  | Kein Halbfinale ausgetragen                                  | interne Auswahl                                         |
| 1990 | Joëlle Ursull                       | White and Black Blues M: Georges Ougier de Moussac; T: Serge Gainsbourg                                                                                   | Französisch a                   | Der weiße und schwarze Blues              | 2 / 22                                                       | 132                                                          | Kein Halbfinale ausgetragen                                  | Kein Halbfinale ausgetragen                                  | interne Auswahl                                         |
| 1991 | Amina                               | Le dernier qui a parlé qui a raison M: Wasis Diop; T: Amina                                                                                               | Französisch                     | Der Letzte, der gesprochen hat, hat Recht | 2 / 22                                                       | 146                                                          | Kein Halbfinale ausgetragen                                  | Kein Halbfinale ausgetragen                                  | interne Auswahl                                         |
| 1992 | Kali                                | Monté la riviè M/T: Kali | Kreolisch, Französisch          | Steig den Fluss hinauf                    | 8 / 23                                                       | 73                                                           | Kein Halbfinale ausgetragen                                  | Kein Halbfinale ausgetragen                                  | interne Auswahl                                         |
| 1993 | Patrick Fiori                       | Mama Corsica M/T: François Valéry | Französisch, Korsisch           | Mama Korsika                              | 4 / 25                                                       | 121                                                          | Kein Halbfinale ausgetragen                                  | Kein Halbfinale ausgetragen                                  | interne Auswahl                                         |
| 1994 | Nina Morato                         | Je suis un vrai garçon M: Bruno Maman; T: Nina Morato | Französisch                     | Ich bin ein echter Junge                  | 7 / 25                                                       | 74                                                           | Direkt für das Finale qualifiziert                           | Direkt für das Finale qualifiziert                           | interne Auswahl                                         |
| 1995 | Nathalie Santamaria                 | Il me donne rendez-vous M: Francois Bernheim; T: Didier Barbelivien                                                                                       | Französisch                     | Er verabredet sich mit mir                | 4 / 23                                                       | 94                                                           | Direkt für das Finale qualifiziert                           | Direkt für das Finale qualifiziert                           | interne Auswahl                                         |
| 1996 | Dan Ar Braz & L'Héritage des Celtes | Diwanit bugale M/T: Dan Ar Braz | Bretonisch                      | Lasst Kinder geboren werden               | 19 / 23                                                      | 18                                                           | 11 / 29                                                      | 55                                                           | interne Auswahl                                         |
| 1997 | Fanny                               | Sentiments songes M/T: Jean-Paul Dréau | Französisch                     | Gefühle, Lügen                            | 7 / 25                                                       | 95                                                           | Direkt für das Finale qualifiziert                           | Direkt für das Finale qualifiziert                           | interne Auswahl                                         |
| 1998 | Marie Line                          | Où aller? M/T: Jean-P. Dary, Marie Line, Moïse Crespy, Micaël Sene                                                                                        | Französisch                     | Wohin gehen?                              | 24 / 25                                                      | 3                                                            | Direkt für das Finale qualifiziert                           | Direkt für das Finale qualifiziert                           | interne Auswahl                                         |
| 1999 | Nayah                               | Je veux donner ma voix M: P. Graczyk, R. Colombies; T: G. Arcens, L. Ruttigliano                                                                          | Französisch                     | Ich will meine Stimme geben               | 19 / 23                                                      | 14                                                           | Direkt für das Finale qualifiziert                           | Direkt für das Finale qualifiziert                           | Nationaler Vorentscheid                                 |
| 2000 | Sofia Mestari                       | On aura le ciel M/T: Pierre Legay, Benoît Heinrich | Französisch                     | Uns wird der Himmel gehören               | 23 / 24                                                      | 5                                                            | Direkt für das Finale qualifiziert                           | Direkt für das Finale qualifiziert                           | Nationaler Vorentscheid                                 |
| 2001 | Natasha Saint-Pier                  | Je n’ai que mon âme M/T: Jill Kapler | Französisch, Englisch           | Ich habe nur meine Seele                  | 4 / 23                                                       | 142                                                          | Direkt für das Finale qualifiziert                           | Direkt für das Finale qualifiziert                           | interne Auswahl                                         |
| 2002 | Sandrine François                   | Il faut du temps M: Patrick Bruel, Marie-Florence Gros; T: Rick Allison, Patrick Bruel                                                                    | Französisch                     | Es braucht Zeit                           | 5 / 24                                                       | 104                                                          | Direkt für das Finale qualifiziert                           | Direkt für das Finale qualifiziert                           | interne Auswahl                                         |
| 2003 | Louisa Baïleche                     | Monts et merveilles M/T: Hocine Hallaf | Französisch                     | Glocken und Pfeifen                       | 18 / 26                                                      | 19                                                           | Direkt für das Finale qualifiziert                           | Direkt für das Finale qualifiziert                           | interne Auswahl                                         |
| 2004 | Jonatan Cerrada                     | À chaque pas M: Ben Robbins, Steve Balsamo; T: Jonatan Cerrada                                                                                            | Französisch, Spanisch           | Mit jedem Schritt                         | 15 / 24                                                      | 40                                                           | Direkt für das Finale qualifiziert                           | Direkt für das Finale qualifiziert                           | interne Auswahl                                         |
| 2005 | Ortal                               | Chacun pense à soi M: Ortal; T: Saad Tabainet | Französisch                     | Jeder denkt an sich                       | 23 / 24                                                      | 11                                                           | Direkt für das Finale qualifiziert                           | Direkt für das Finale qualifiziert                           | Nationaler Vorentscheid                                 |
| 2006 | Virginie Pouchain                   | Il était temps M/T: Corneille | Französisch                     | Es war Zeit                               | 22 / 24                                                      | 5                                                            | Direkt für das Finale qualifiziert                           | Direkt für das Finale qualifiziert                           | Nationaler Vorentscheid                                 |
| 2007 | Les Fatals Picards                  | L’amour à la française M/T: P. Léger, Y., J. Sauvagnargues, L. Honel, I. Callot                                                                           | Französisch, Englisch           | Liebe auf Französisch                     | 22 / 24                                                      | 19                                                           | Direkt für das Finale qualifiziert                           | Direkt für das Finale qualifiziert                           | Nationaler Vorentscheid                                 |
| 2008 | Sébastien Tellier                   | Divine M: S. Tellier; T: S. Tellier, Amandine de La Richardière                                                                                           | Englisch, Französisch           | Göttlich                                  | 19 / 25                                                      | 47                                                           | Direkt für das Finale qualifiziert                           | Direkt für das Finale qualifiziert                           | interne Auswahl                                         |
| 2009 | Patricia Kaas                       | Et s’il fallait le faire M/T: Anse Lazio, Fred Blondin | Französisch                     | Und wenn es sein müsste                   | 8 / 25                                                       | 107                                                          | Direkt für das Finale qualifiziert                           | Direkt für das Finale qualifiziert                           | interne Auswahl                                         |
| 2010 | Jessy Matador                       | Allez! Ola! Olé! M/T: Hugues Ducamin, Jacques Ballue | Französisch                     | Komm schon! Los! Olé!                     | 12 / 25                                                      | 82                                                           | Direkt für das Finale qualifiziert                           | Direkt für das Finale qualifiziert                           | interne Auswahl                                         |
| 2011 | Amaury Vassili                      | Sognu M/T: Daniel Moyne, Quentin Bachelet, Jean-Pierre Marcellesi, Julie Miller                                                                           | Korsisch                        | Traum                                     | 15 / 25                                                      | 82                                                           | Direkt für das Finale qualifiziert                           | Direkt für das Finale qualifiziert                           | interne Auswahl                                         |
| 2012 | Anggun                              | Echo (You and I) M: William Rousseau, Jean-Pierre Pilot; T: William Rousseau, Anggun                                                                      | Französisch, Englisch           | Echo (Du und ich)                         | 22 / 26                                                      | 21                                                           | Direkt für das Finale qualifiziert                           | Direkt für das Finale qualifiziert                           | interne Auswahl                                         |
| 2013 | Amandine Bourgeois                  | L’enfer et moi M: David Salkin; T: Boris Bergman | Französisch                     | Die Hölle und ich                         | 23 / 26                                                      | 14                                                           | Direkt für das Finale qualifiziert                           | Direkt für das Finale qualifiziert                           | interne Auswahl                                         |
| 2014 | Twin Twin                           | Moustache M: Pierre Beyres, Kim N'Guyen; T: Lorent Idir, François Ardouvin                                                                                | Französisch, Englisch, Spanisch | Schnurrbart                               | 26 / 26                                                      | 2                                                            | Direkt für das Finale qualifiziert                           | Direkt für das Finale qualifiziert                           | Les chansons d’abord 2014                               |
| 2015 | Lisa Angell                         | N’oubliez pas M: Michel Illouz, Robert Goldman; T: Robert Goldman, Laure Izon                                                                             | Französisch                     | Vergesst nicht                            | 25 / 27                                                      | 4                                                            | Direkt für das Finale qualifiziert                           | Direkt für das Finale qualifiziert                           | interne Auswahl                                         |
| 2016 | Amir                                | J’ai cherché M/T: Amir Haddad, Nazim Khaled, Johan Erramia                                                                                                | Englisch, Französisch           | Ich suchte                                | 6 / 26                                                       | 257                                                          | Direkt für das Finale qualifiziert                           | Direkt für das Finale qualifiziert                           | interne Auswahl                                         |
| 2017 | Alma                                | Requiem M/T: Nazim Khaled | Französisch, Englisch           | Requiem                                   | 12 / 26                                                      | 135                                                          | Direkt für das Finale qualifiziert                           | Direkt für das Finale qualifiziert                           | interne Auswahl                                         |
| 2018 | Madame Monsieur                     | Mercy M/T: Émilie Satt, Jean-Karl Lucas | Französisch                     | Eigenname                                 | 13 / 26                                                      | 173                                                          | Direkt für das Finale qualifiziert                           | Direkt für das Finale qualifiziert                           | Destination Eurovision 2018                             |
| 2019 | Bilal Hassani                       | Roi M: Bilal Hassani, Madame Monsieur, Medeline; T: Bilal Hassani                                                                                         | Französisch, Englisch           | König                                     | 16 / 26                                                      | 105                                                          | Direkt für das Finale qualifiziert                           | Direkt für das Finale qualifiziert                           | Destination Eurovision 2019                             |
| 2020 | Tom Leeb                            | Mon Alliée (The Best in Me) M: Peter Boström, Thomas G:son, John Lundvik; T: Peter Boström, Thomas G:son, John Lundvik, Tom Leeb, Amir Haddad, Lea Ivanne | Französisch, Englisch           | Mein Verbündeter (Das Beste in mir)       | Absage wegen der COVID-19-Pandemie durch die EBU             | Absage wegen der COVID-19-Pandemie durch die EBU             | Absage wegen der COVID-19-Pandemie durch die EBU             | Absage wegen der COVID-19-Pandemie durch die EBU             | interne Auswahl                                         |
| 2021 | Barbara Pravi                       | Voilà M/T: Barbara Pravi, Igit, Lili Poe | Französisch                     | Siehe da                                  | 2 / 26                                                       | 499                                                          | Direkt für das Finale qualifiziert                           | Direkt für das Finale qualifiziert                           | Eurovision France, c’est vous qui décidez               |
| 2022 | Alvan & Ahez                        | Fulenn M/T: Marine Lavigne, Alexis Morvan-Rosius | Bretonisch                      | Funken                                    | 24 / 25                                                      | 17                                                           | Direkt für das Finale qualifiziert                           | Direkt für das Finale qualifiziert                           | Eurovision France, c’est vous qui décidez! 2022         |
| 2023 | La Zarra                            | Évidemment M: La Zarra, Benny Adam, Banx & Ranx; T: La Zarra, Benny Adam                                                                                  | Französisch                     | Offensichtlich                            | 16 / 26                                                      | 104                                                          | Direkt für das Finale qualifiziert                           | Direkt für das Finale qualifiziert                           | interne Auswahl                                         |
| 2024 | Slimane                             | Mon amour M: Slimane, Meïr Salah, Yaacov Salah; T: Slimane                                                                                                | Französisch                     | Meine Liebe                               | 4 / 25                                                       | 445                                                          | Direkt für das Finale qualifiziert                           | Direkt für das Finale qualifiziert                           | interne Auswahl                                         |
| 2025 | Louane                              | Maman M/T: Anne Edwige Maria Peichert & Tristan Salvati                                                                                                   | Französisch                     | Mama                                      | 7 / 26                                                       | 230                                                          | Direkt für das Finale qualifiziert                           | Direkt für das Finale qualifiziert                           | interne Auswahl                                         |

## Nationale Vorentscheidungen
Der Großteil der französischen Beiträge wurde intern ausgewählt. Lediglich von 1957 bis 1959, 1961, 1970, 1973, von 1976 bis 1987, 1999, 2000, von 2005 bis 2007, 2014, 2018 und 2019 fand eine nationale Vorentscheidung statt. Diese fand allerdings unter oft wechselnden Titeln und Formaten statt.

### Vorentscheidungen von 1957 bis 2000, 2005 und 2007
Über Frankreichs Vorentscheide der 50er Jahre ist wenig bekannt. In den Jahren 1959 bis 1961 fand eine Vorentscheidung statt. Auch 1970 und 1973 fand eine entsprechende Sendung statt. Ab 1967 setzte sich eine Vorentscheid endgültig durch, bis 1987 wurde jedes Jahr einer abgehalten – nur 1979 wurde die Sendung wegen eines Streiks nie im Fernsehen ausgestrahlt, obwohl sie stattfand. 1999 und 2000 fanden jedoch klassische Vorentscheide statt, ebenso wie auch 2005 und 2007.

### 2006
2006 fand das aufwändigste nationale Auswahlverfahren statt; es enthielt unter anderem drei unterschiedlich Castingshows auf drei verschiedenen Sendern. Der Titel hingegen wurde vorher intern ausgesucht: das von Corneille geschriebene Lied Nous, c’est vous. Da aber die siegreiche Sängerin Virginie Pouchain nicht mit dem Lied zufrieden war, wurde es durch den endgültigen Beitrag Il était temps ersetzt.

### 2014
2014 fand erstmals seit 2007 wieder ein öffentlicher Vorentscheid statt, bei dem drei Interpreten am 26. Januar ihre Beiträge präsentierten und am 2. März der Sieger im Rahmen der Sendung Les chansons d’abord bekanntgegeben wurde.

### Destination Eurovision (2018 und 2019)
2018 fand zum ersten Mal seit vier Jahren mit Destination Eurovision 2018 wieder ein nationaler Vorentscheid statt. Dieser wurde auch 2019 fortgeführt.

### 2021
2021 fand eine neue Vorentscheidung unter den Namen Eurovision France, c’est vous qui décidez statt.

## Sprachen
Frankreich ist seiner Landessprache im Wettbewerb sehr treu, bisher wurden alle Beiträge zumindest teilweise in einer Landessprache vorgestellt, wobei dies nicht immer Französisch war: 1992 wurde der Beitrag Monté la riviè teilweise auf Kreolisch gesungen, im Folgejahr Mama Corsica teils auf Korsisch. 1996 wurde der ganze Beitrag Diwanit bugale auf Bretonisch vorgestellt, ebenso der Beitrag Fulenn im Jahr 2022. 2001 wurde der letzte Refrain von Je n’ai que mon âme auf Englisch gesungen, 2004 die letzten Zeilen des Beitrags A chaque pas auf Spanisch. 2007 präsentierten Les Fatals Picards ihr Lied L’amour à la française auf „franglais“, einer bunten Mischung aus Französisch und Englisch. Der Beitrag von 2008 war bis auf zwei Zeilen komplett auf Englisch. 2011 wurde der Beitrag Sognu komplett auf Korsisch gesungen. 2014 enthielt Moustache zudem ein paar Zeilen auf Englisch und Spanisch.

## Kommerzielle Erfolge
1960 war Jacqueline Boyers Tom Pillibi der erste Siegertitel des Wettbewerbes, der sich europaweit in den Charts platzieren konnte. Die Siegertitel aus den Jahren 1958, 1962 und 1969 waren kommerziell keine großen Erfolge, weder national noch international. Marie Myriams L’oiseau et l’enfant war in Frankreich sehr erfolgreich und avancierte mittlerweile zu einer Art Volkslied. 2006 wurde eine Kinderliedfassung des Titels veröffentlicht, die sich ebenfalls in den Charts platzierte. Auch viele Beiträge davor und danach konnten keine großen Erfolge erzielen. Ausnahmen bildeten Elle était si jolie von Alain Barrière (1963), Un, deux, trois von Catherine Ferry (1976) oder White And Black Blues von Joëlle Ursull (1990). Unter den Beiträgen seit 2000 hatte unter anderem Natasha St.-Pier einen großen Erfolg mit ihrem Beitrag, der 2001 Platz zwei der Singlecharts erreichte und sich neun Wochen unter den Top 10 hielt. Der nächste größere Hit war Allez! Ola! Olé!, der zwar nur eine mittlere Platzierung beim ESC erreichte, dafür aber Platz eins der französischen Single-Charts. Durch die Fußball-Weltmeisterschaft 2010 kam der Titel zu weiterer Popularität und platzierte sich europaweit in den Charts. 2016 hatte Amir mit J’ai cherché ebenfalls einen Platz zwei in den französischen Charts. Ein Jahr später konnte Alma mit Requiem die Top 5 erreichen. 2019 folgte Roi von Bilal Hassani, der zwar keine hohe Chartplatzierung erreichte, aber eine Gold-Auszeichnung für die Single entgegennehmen konnte.

## Ausgerichtete Wettbewerbe
Obwohl Frankreich fünfmal den Wettbewerb gewann, fand er nur dreimal in Frankreich statt: 1959 und 1961 in Cannes sowie 1978 in Paris. 1959 und 1961 führte Jacqueline Joubert durch den Abend, neben ihr sind Katie Boyle und Petra Mede die einzigen Moderatorinnen, die mehrmals auftraten. 1978 in Paris wurde der Eurovision Song Contest zum ersten Mal von einem Paar moderiert.
| Jahr | Stadt  | Austragungsort       | Moderation                    |
| ---- | ------ | -------------------- | ----------------------------- |
| 1959 | Cannes | Palais des Festivals | Jacqueline Joubert            |
| 1961 | Cannes | Palais des Festivals | Jacqueline Joubert            |
| 1978 | Paris  | Palais des Congrès   | Denise Fabre und Léon Zitrone |

## Liste der Dirigenten
| Jahr        | Dirigent                 |
| ----------- | ------------------------ |
| 1956        | Franck Pourcel           |
| 1957        | Paul Durand              |
| 1958 – 1967 | Franck Pourcel b         |
| 1968        | Alain Goraguer           |
| 1969 – 1972 | Franck Pourcel           |
| 1973        | Jean Claudric            |
| 1974        | Teilnahme zurückgezogen  |
| 1975        | Jean Musy                |
| 1976        | Tony Rallo               |
| 1977        | Raymond Donnez           |
| 1978        | Alain Goraguer c         |
| 1979        | Guy Matteoni             |
| 1980        | Sylvano Santorio         |
| 1981        | David Springfield        |
| 1982        | Auf Teilnahme verzichtet |
| 1983 / 1984 | François Rauber          |
| 1985        | Michel Bernholc          |
| 1986 / 1987 | Jean-Claude Petit        |
| 1988 / 1989 | Guy Matteoni             |
| 1990        | Régis Dupré              |
| 1991        | Jérôme Pillement         |
| 1992        | Magdi Vasco Noverraz     |
| 1993        | Christian Cravero        |
| 1994        | Alain Goraguer           |
| 1995        | Michel Bernholc          |
| 1996        | Fiachra Trench           |
| 1997        | Régis Dupré              |
| 1998        | Martin Koch d            |

## Liste der Kommentatoren und Punktesprecher
Diese Liste der Kommentatoren und Punktesprecher beginnt mit dem Beginn der TV-Übertragungen in Frankreich.
| Jahr | Kommentator für das Finale              | Kommentator für das Halbfinale      | Punktesprecher                 |
| ---- | --------------------------------------- | ----------------------------------- | ------------------------------ |
| 1956 | Michelle Rebel                          | Keine Halbfinale                    | Kein Punktesprecher            |
| 1957 | Robert Beauvais                         | Keine Halbfinale                    | Claude Darget                  |
| 1958 | Pierre Tchernia                         | Keine Halbfinale                    | Armand Lanoux                  |
| 1959 | Claude Darget                           | Keine Halbfinale                    | Marianne Lecène                |
| 1960 | Pierre Tchernia                         | Keine Halbfinale                    | Armand Lanoux                  |
| 1961 | Robert Beauvais                         | Keine Halbfinale                    | Armand Lanoux                  |
| 1962 | Pierre Tchernia                         | Keine Halbfinale                    | André Valmy                    |
| 1963 | Pierre Tchernia                         | Keine Halbfinale                    | Armand Lanoux                  |
| 1964 | Robert Beauvais                         | Keine Halbfinale                    | Jean-Claude Massoulier         |
| 1965 | Pierre Tchernia                         | Keine Halbfinale                    | Jean-Claude Massoulier         |
| 1966 | François Deguelt                        | Keine Halbfinale                    | Jean-Claude Massoulier         |
| 1967 | Pierre Tchernia                         | Keine Halbfinale                    | Jean-Claude Massoulier         |
| 1968 | Pierre Tchernia                         | Keine Halbfinale                    | Jean-Claude Massoulier         |
| 1969 | Pierre Tchernia                         | Keine Halbfinale                    | Jean-Claude Massoulier         |
| 1970 | Pierre Tchernia                         | Keine Halbfinale                    | Jean-Claude Massoulier         |
| 1971 | Georges de Caunes                       | Keine Halbfinale                    | Kein Punktesprecher            |
| 1972 | Pierre Tchernia                         | Keine Halbfinale                    | Kein Punktesprecher            |
| 1973 | Pierre Tchernia                         | Keine Halbfinale                    | Kein Punktesprecher            |
| 1974 | Pierre Tchernia                         | Keine Halbfinale                    | Auf Teilnahme verzichtet       |
| 1975 | Georges de Caunes                       | Keine Halbfinale                    | Marc Menant                    |
| 1976 | Jean-Claude Massoulier                  | Keine Halbfinale                    | Marc Menant                    |
| 1977 | Georges de Caunes                       | Keine Halbfinale                    | Marc Menant                    |
| 1978 | Léon Zitrone                            | Keine Halbfinale                    | Patrice Laffont                |
| 1979 | Marc Menant                             | Keine Halbfinale                    | Fabienne Égal                  |
| 1980 | Patrick Sabatier                        | Keine Halbfinale                    | Fabienne Égal                  |
| 1981 | Patrick Sabatier                        | Keine Halbfinale                    | Denise Fabre                   |
| 1982 | Andre Torrent                           | Keine Halbfinale                    | Auf Teilnahme verzichtet       |
| 1983 | Léon Zitrone                            | Keine Halbfinale                    | Nicole André                   |
| 1984 | Léon Zitrone                            | Keine Halbfinale                    | Nicole André                   |
| 1985 | Patrice Laffont                         | Keine Halbfinale                    | Clémentine Célarié             |
| 1986 | Patrice Laffont                         | Keine Halbfinale                    | Patricia Lesieur               |
| 1987 | Patrick Simpson-Jones                   | Keine Halbfinale                    | Lionel Cassan                  |
| 1988 | Lionel Cassan                           | Keine Halbfinale                    | Catherine Ceylac               |
| 1989 | Lionel Cassan                           | Keine Halbfinale                    | Marie-Ange Nardi               |
| 1990 | Richard Adaridi                         | Keine Halbfinale                    | Valérie Maurice                |
| 1991 | Léon Zitrone                            | Keine Halbfinale                    | Daniela Lumbroso               |
| 1992 | Thierry Beccaro                         | Keine Halbfinale                    | Olivier Minne                  |
| 1993 | Patrice Laffont                         | Keine Halbfinale                    | Olivier Minne                  |
| 1994 | Patrice Laffont                         | Keine Halbfinale                    | Laurent Romejko                |
| 1995 | Olivier Minne                           | Keine Halbfinale                    | Thierry Beccaro                |
| 1996 | Olivier Minne                           | Keine Halbfinale                    | Laurent Broomhead              |
| 1997 | Olivier Minne                           | Keine Halbfinale                    | Frédéric Ferrer & Marie Myriam |
| 1998 | Chris Mayne & Laura Mayne               | Keine Halbfinale                    | Marie Myriam                   |
| 1999 | Julien Lepers                           | Keine Halbfinale                    | Marie Myriam                   |
| 2000 | Julien Lepers                           | Keine Halbfinale                    | Marie Myriam                   |
| 2001 | Marc-Olivier Fogiel & Dave              | Keine Halbfinale                    | Corinne Hermès                 |
| 2002 | Marc-Olivier Fogiel & Dave              | Keine Halbfinale                    | Marie Myriam                   |
| 2003 | Laurent Ruquier & Isabelle Mergault     | Keine Halbfinale                    | Sandrine François              |
| 2004 | Laurent Ruquier & Elsa Fayer            | Keine Übertragung                   | Alex Taylor                    |
| 2005 | Julien Lepers & Guy Carlier             | Peggy Olmi                          | Marie Myriam                   |
| 2006 | Michel Drucker & Claudy Siar            | Peggy Olmi & Eric Jean-Jean         | Sophie Jovillard               |
| 2007 | Julien Lepers & Tex                     | Peggy Olmi & Yann Renoard           | Vanessa Dolmen                 |
| 2008 | Julien Lepers & Jean Paul Gaultier      | Peggy Olmi & Yann Renoard           | Cyril Hanouna                  |
| 2009 | Cyril Hanouna & Julien Courbet          | Peggy Olmi & Yann Renoard           | Yann Renoard                   |
| 2010 | Cyril Hanouna & Stéphane Bern           | Peggy Olmi & Yann Renoard           | Audrey Chauveau                |
| 2011 | Laurent Boyer & Catherine Lara          | Audrey Chauveau & Bruno Berberes    | Cyril Féraud                   |
| 2012 | Cyril Féraud & Mireille Dumas           | Audrey Chauveau & Bruno Berberes    | Amaury Vassili                 |
| 2013 | Cyril Féraud & Mireille Dumas           | Audrey Chauveau & Bruno Berberes    | Marine Vignes                  |
| 2014 | Cyril Féraud & Natasha Saint-Pier       | Audrey Chauveau & Bruno Berberes    | Elodie Suigo                   |
| 2015 | Stéphane Bern & Marianne James          | Mareva Galanter & Jérémy Parayre    | Virginie Guilhaume             |
| 2016 | Stéphane Bern & Marianne James          | Marianne James, Jarry               | Élodie Gossuin                 |
| 2017 | Stéphane Bern, Marianne James & Amir    | Marianne James, Jarry               | Élodie Gossuin                 |
| 2018 | Stéphane Bern, Christophe Willem & Alma | Christophe Willem & André Manoukian | Élodie Gossuin                 |
| 2019 | Stéphane Bern & André Manoukian         | Sandy Héribert & André Manoukian    | Julia Molkhou                  |
| 2021 | Stéphane Bern & Laurence Boccolini      | Laurence Boccolini                  | Carla Lazzari                  |
| 2022 | Stéphane Bern & Laurence Boccolini      | Laurence Boccolini                  | Élodie Gossuin                 |
| 2023 | Stéphane Bern & Laurence Boccolini      | Anggun & André Manoukian            | Anggun                         |
| 2024 | Stéphane Bern & Laurence Boccolini      | Nicky Doll                          | Natasha Saint-Pier             |
| 2025 | Stéphane Bern & Laurence Boccolini      | Stéphane Bern                       | Émilie Mazoyer                 |

## Punktevergabe
Folgende Länder erhielten die meisten Punkte von oder vergaben die meisten Punkte an Frankreich (Stand: 2025):
| Die meisten im Finale vergebenen Punkte | Die meisten im Finale vergebenen Punkte | Die meisten im Finale vergebenen Punkte |
| Platz                                   | Land                                    | Punkte                                  |
| --------------------------------------- | --------------------------------------- | --------------------------------------- |
| 1                                       | Israel                                  | 281                                     |
| 2                                       | Portugal                                | 243                                     |
| 3                                       | Italien                                 | 219                                     |
| 4                                       | Vereinigtes Königreich                  | 209                                     |
| 5                                       | Spanien                                 | 201                                     |

| Die meisten insgesamt vergebenen Punkte | Die meisten insgesamt vergebenen Punkte | Die meisten insgesamt vergebenen Punkte |
| Platz                                   | Land                                    | Punkte                                  |
| --------------------------------------- | --------------------------------------- | --------------------------------------- |
| 1                                       | Portugal                                | 363                                     |
| 2                                       | Israel                                  | 350                                     |
| 3                                       | Armenien                                | 244                                     |
| 4                                       | Niederlande                             | 221                                     |
| 5                                       | Italien                                 | 219                                     |

| Die meisten erhaltenen Punkte | Die meisten erhaltenen Punkte | Die meisten erhaltenen Punkte |
| Platz                         | Land                          | Punkte                        |
| ----------------------------- | ----------------------------- | ----------------------------- |
| 1                             | Belgien                       | 231                           |
| 2                             | Schweiz                       | 228                           |
| 3                             | Deutschland                   | 207                           |
| 4                             | Niederlande                   | 206                           |
| 5                             | Norwegen                      | 202                           |

### Vergaben der Höchstwertung
Seit 1975 vergab Frankreich im Finale die Höchstpunktzahl an 20 verschiedene Länder, davon siebenmal an die Türkei. Im Halbfinale dagegen vergab Frankreich die Höchstpunktzahl an 13 verschiedene Länder, davon fünfmal an Armenien.
| Höchstwertung (Finale) | Höchstwertung (Finale)     | Höchstwertung (Finale)   |
| Jahr                   | Land                       | Platz (Finale)           |
| ---------------------- | -------------------------- | ------------------------ |
| 1975                   | Vereinigtes Königreich     | 2                        |
| 1976                   | Portugal                   | 12                       |
| 1977                   | Vereinigtes Königreich     | 2                        |
| 1978                   | Belgien                    | 2                        |
| 1979                   | Deutschland                | 4                        |
| 1980                   | Niederlande                | 5                        |
| 1981                   | Schweden                   | 10                       |
| 1982                   | Auf Teilnahme verzichtet   | Auf Teilnahme verzichtet |
| 1983                   | Luxemburg                  | 1                        |
| 1984                   | Belgien                    | 5                        |
| 1985                   | Israel                     | 5                        |
| 1986                   | Belgien                    | 1                        |
| 1987                   | Niederlande                | 5                        |
| 1988                   | Dänemark                   | 3                        |
| 1989                   | Vereinigtes Königreich     | 2                        |
| 1990                   | Luxemburg                  | 13                       |
| 1991                   | Zypern                     | 9                        |
| 1992                   | Italien                    | 4                        |
| 1993                   | Schweiz                    | 3                        |
| 1994                   | Polen                      | 2                        |
| 1995                   | Vereinigtes Königreich     | 10                       |
| 1996                   | Österreich                 | 10                       |
| 1997                   | Vereinigtes Königreich     | 1                        |
| 1998                   | Israel                     | 1                        |
| 1999                   | Portugal                   | 21                       |
| 2000                   | Türkei                     | 10                       |
| 2001                   | Portugal                   | 18                       |
| 2002                   | Spanien                    | 7                        |
| 2003                   | Belgien                    | 2                        |
| 2004                   | Türkei                     | 4                        |
| 2005                   | Türkei                     | 13                       |
| 2006                   | Türkei                     | 11                       |
| 2007                   | Türkei                     | 4                        |
| 2008                   | Armenien                   | 4                        |
| 2009                   | Türkei                     | 4                        |
| 2010                   | Türkei                     | 2                        |
| 2011                   | Spanien                    | 23                       |
| 2012                   | Schweden                   | 1                        |
| 2013                   | Dänemark                   | 1                        |
| 2014                   | Armenien                   | 4                        |
| 2015                   | Belgien                    | 4                        |
| 2016                   | Italien (J)                | 16                       |
| 2016                   | Armenien (T)               | 7                        |
| 2017                   | Portugal (J & T)           | 1                        |
| 2018                   | Israel (J & T)             | 1                        |
| 2019                   | Niederlande (J)            | 1                        |
| 2019                   | Israel (T)                 | 23                       |
| 2020                   | Wettbewerb abgesagt        | Wettbewerb abgesagt      |
| 2021                   | Griechenland (J)           | 10                       |
| 2021                   | Ukraine (T)                | 5                        |
| 2022                   | Vereinigtes Königreich (J) | 1                        |
| 2022                   | Ukraine (T)                | 2                        |
| 2023                   | Israel (J)                 | 3                        |
| 2023                   | Armenien (T)               | 14                       |
| 2024                   | Portugal (J)               | 10                       |
| 2024                   | Israel (T)                 | 5                        |
| 2025                   | Albanien (J)               | 8                        |
| 2025                   | Israel (T)                 | 2                        |

| Höchstwertung (Halbfinale) | Höchstwertung (Halbfinale)        | Höchstwertung (Halbfinale)        |
| Jahr                       | Land                              | Platz (Halbfinale)                |
| -------------------------- | --------------------------------- | --------------------------------- |
| 2004                       | Halbfinale wurde nicht übertragen | Halbfinale wurde nicht übertragen |
| 2005                       | Portugal                          | 17                                |
| 2006                       | Armenien                          | 6                                 |
| 2007                       | Türkei                            | 3                                 |
| 2008                       | Portugal                          | 2                                 |
| 2009                       | Serbien                           | 10                                |
| 2010                       | Serbien                           | 5                                 |
| 2011                       | Schweden                          | 1                                 |
| 2012                       | Serbien                           | 2                                 |
| 2013                       | Armenien                          | 7                                 |
| 2014                       | Armenien                          | 4                                 |
| 2015                       | Belgien                           | 2                                 |
| 2016                       | Österreich (J)                    | 7                                 |
| 2016                       | Armenien (T)                      | 2                                 |
| 2017                       | Israel (J)                        | 3                                 |
| 2017                       | Rumänien (T)                      | 6                                 |
| 2018                       | Australien (J)                    | 4                                 |
| 2018                       | Moldau (T)                        | 3                                 |
| 2019                       | Island (J)                        | 3                                 |
| 2019                       | Portugal (T)                      | 15                                |
| 2020                       | Wettbewerb abgesagt               | Wettbewerb abgesagt               |
| 2021                       | Griechenland (J)                  | 6                                 |
| 2021                       | Moldau (T)                        | 7                                 |
| 2022                       | Griechenland (J)                  | 3                                 |
| 2022                       | Armenien (T)                      | 5                                 |
| 2023                       | Portugal                          | 9                                 |
| 2024                       | Israel                            | 1                                 |
| 2025                       | Israel                            | 1                                 |

## Verschiedenes
- Die bekannte französische Sängerin France Gall gewann 1965 mit Poupée de cire, poupée de son nicht für Frankreich, sondern für Luxemburg.
- Ein symbolischer Moment im Wettbewerb fand 1991 statt, als die aus Tunesien stammende und für Frankreich antretende Amina zwölf Punkte aus Israel erhielt. Sie bedankte sich persönlich bei den israelischen Vertretern.
- Der Beitrag von Anggun rief 2012 sehr unterschiedliche Reaktionen bei Fernsehpublikum und Jurys hervor: Während die Fernsehzuschauer den Beitrag bei einem reinen Televoting, wie es vor 2009 üblich war, mit null Punkten auf den letzten Platz gewählt hätten, erreichte Anggun in den Wertungen der nationalen Jurys einen dreizehnten Platz und damit sogar noch knapp die obere Tabellenhälfte. In der Endabrechnung aus je 50 % Jury- und Zuschauerstimmen stand schließlich ein 22. Platz zu Buche.

## Impressionen

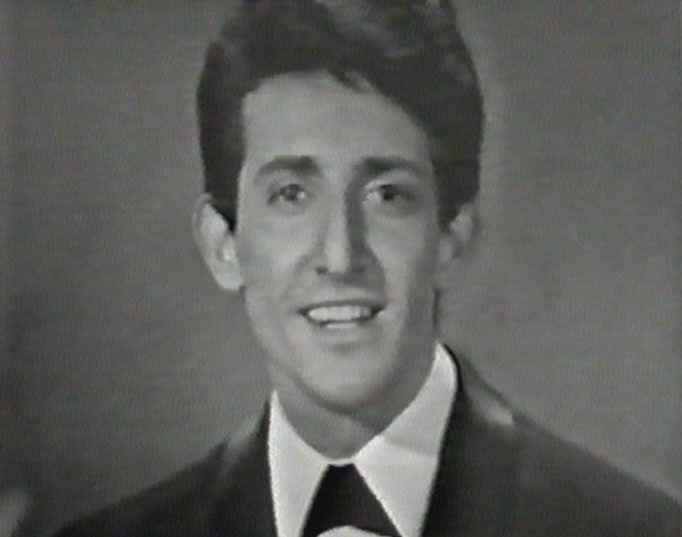
Guy Mardel 1965
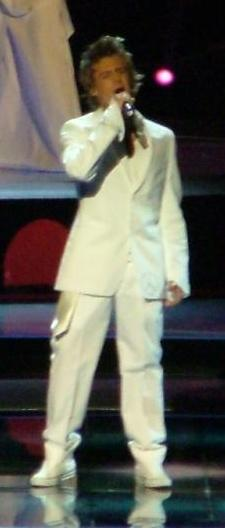
Jonatan Cerrada 2004
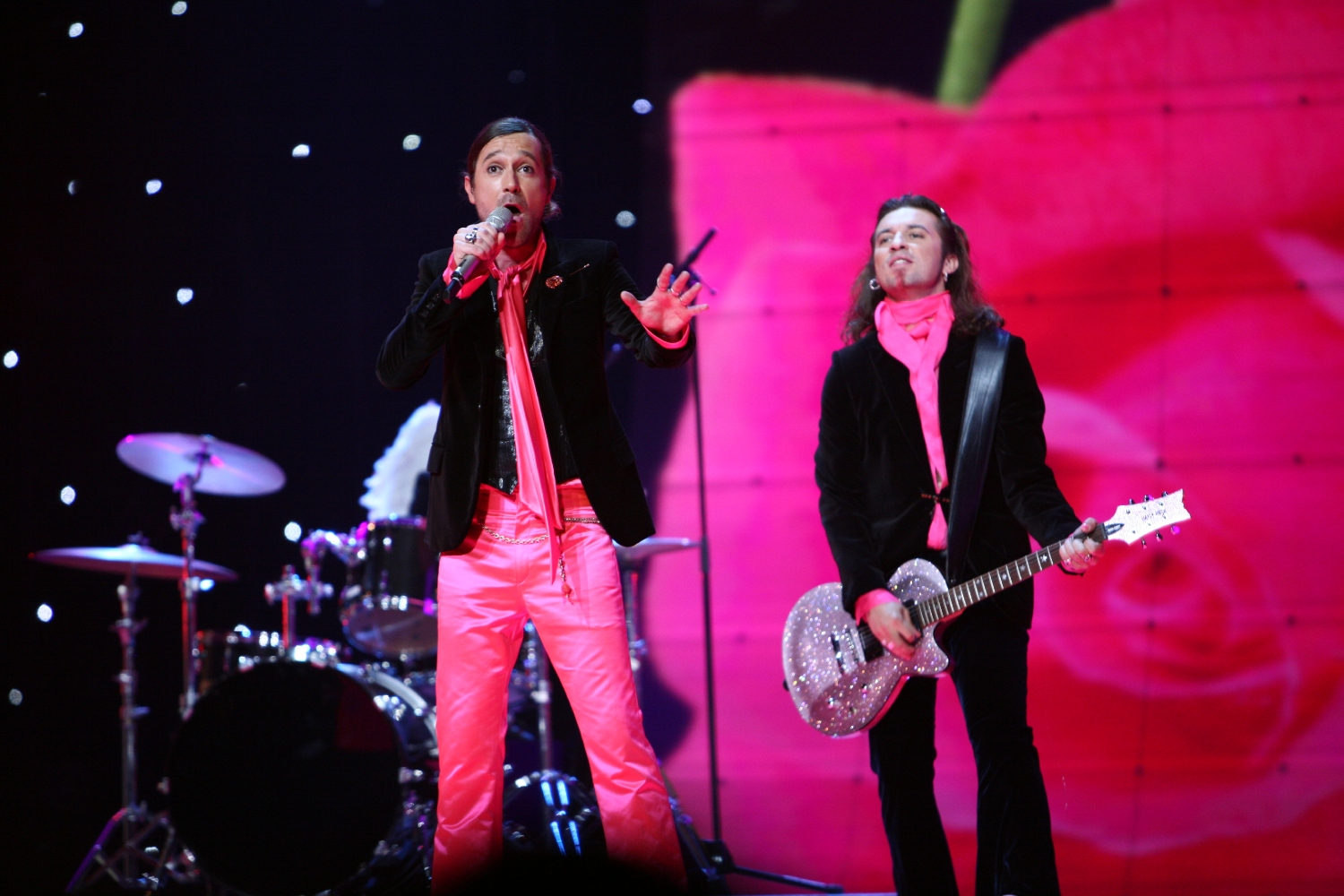
Les Fatals Picards 2007
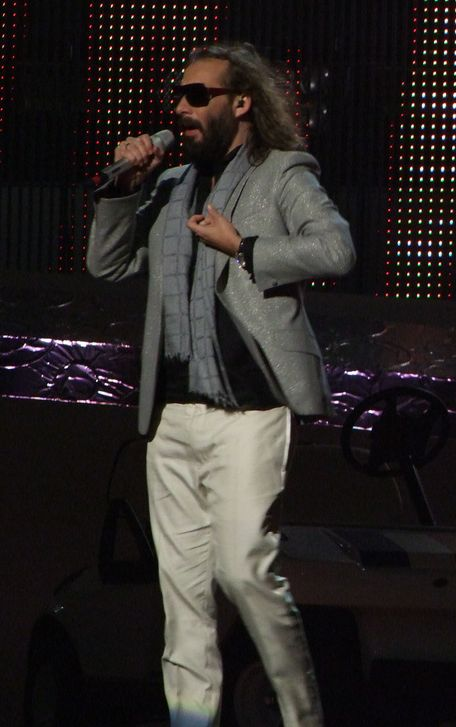
Sébastien Tellier 2008
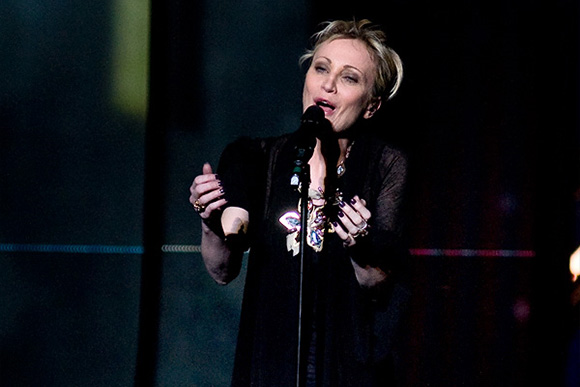
Patricia Kaas 2009
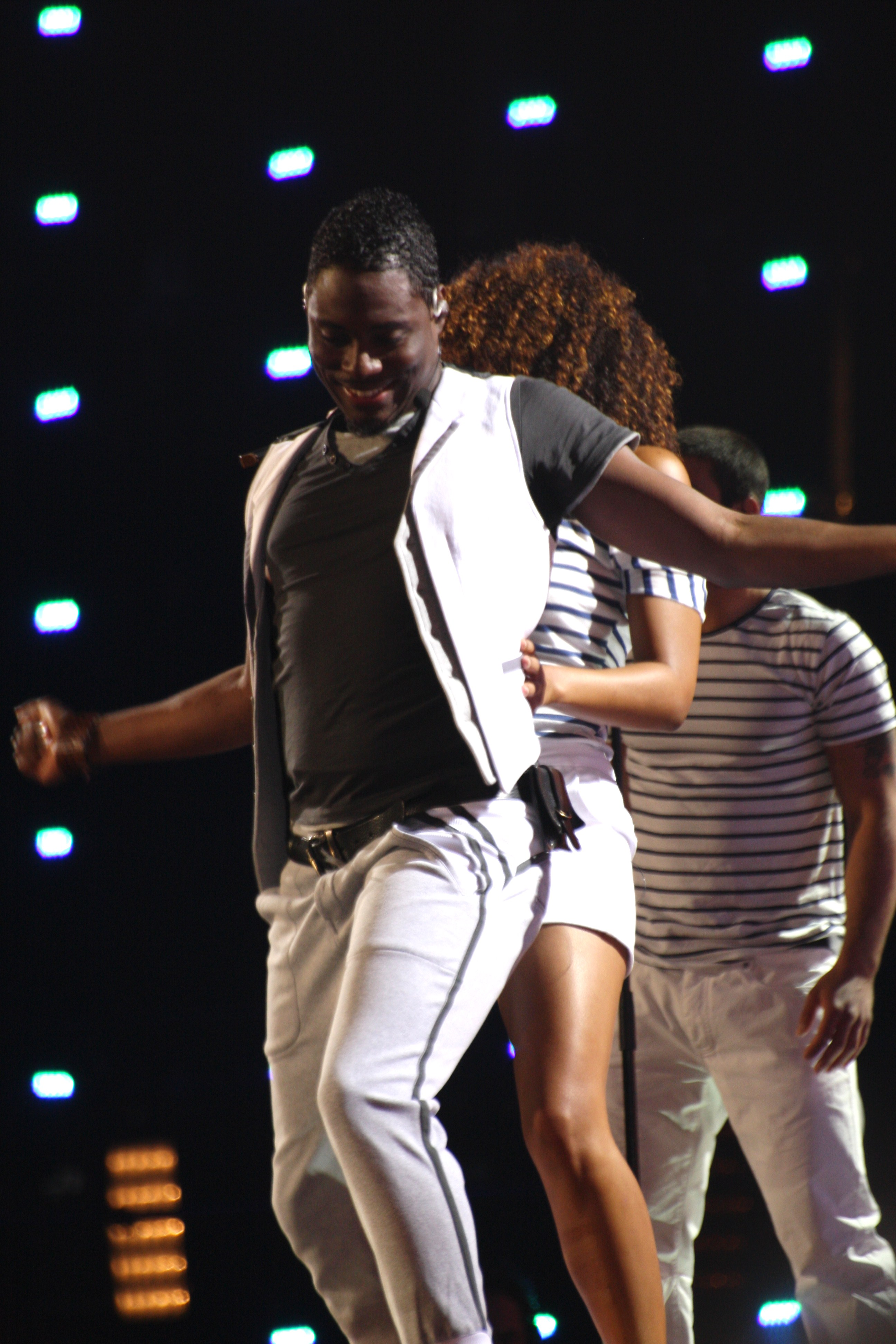
Jessy Matador 2010
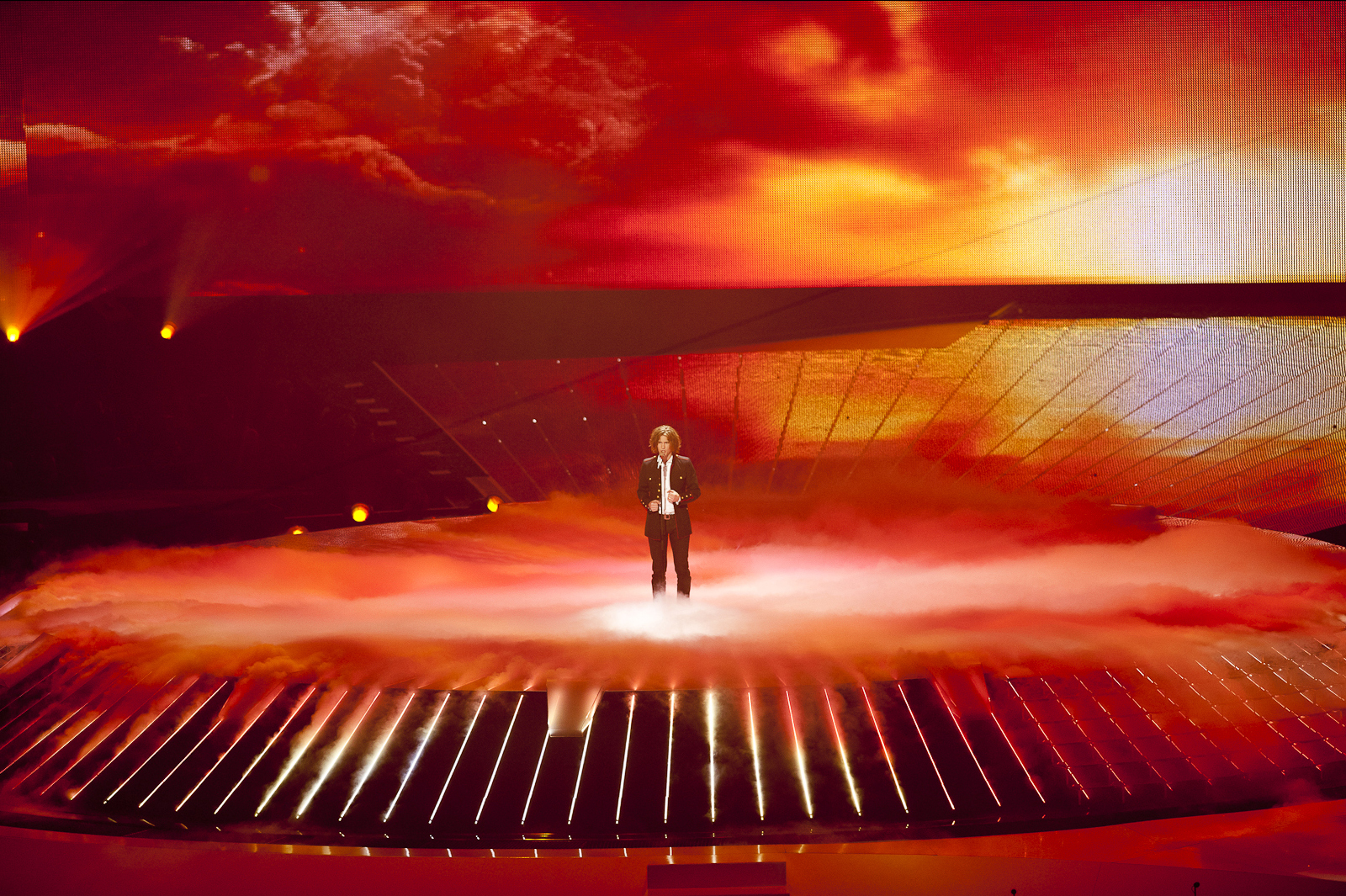
Amaury Vassili 2011
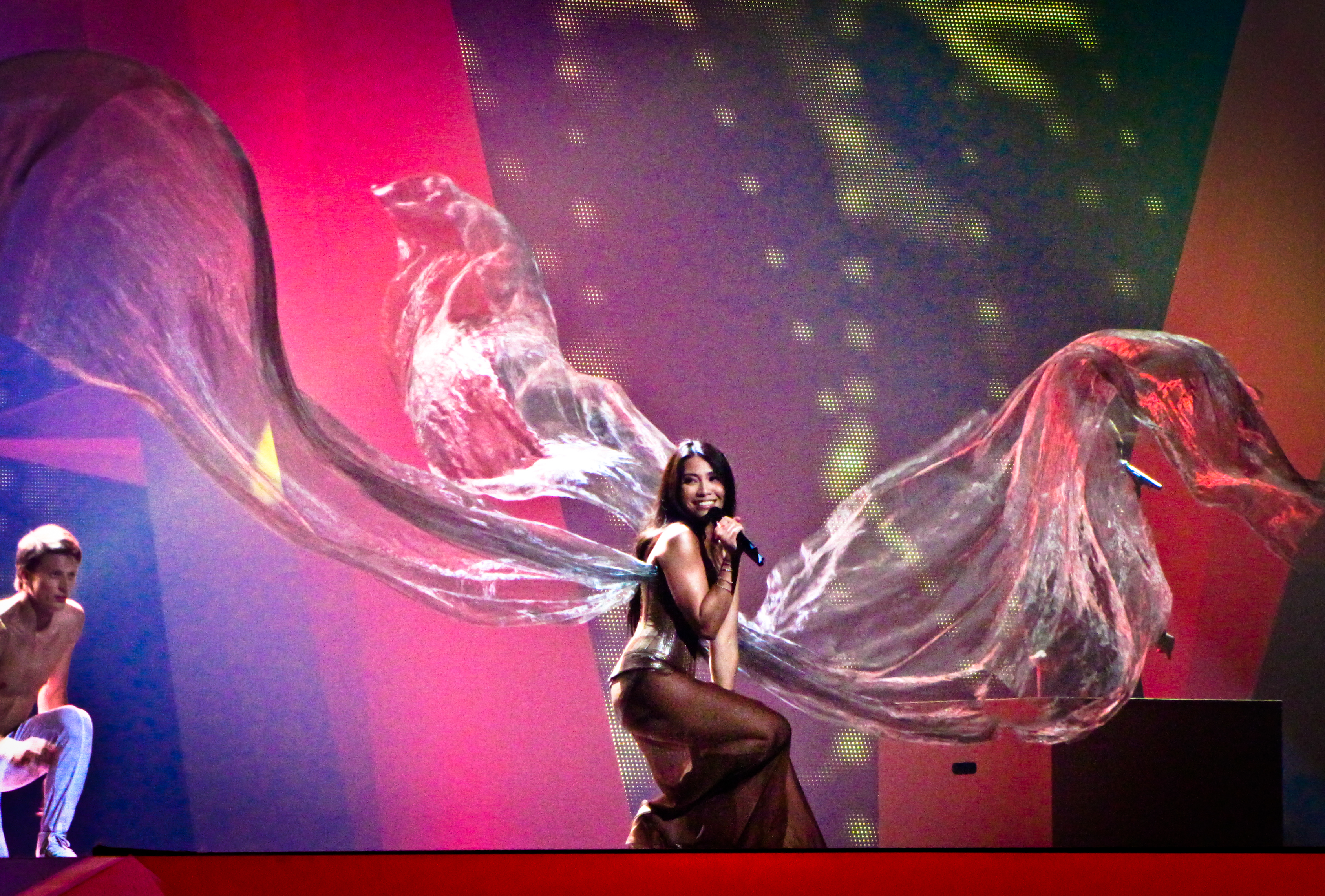
Anggun 2012
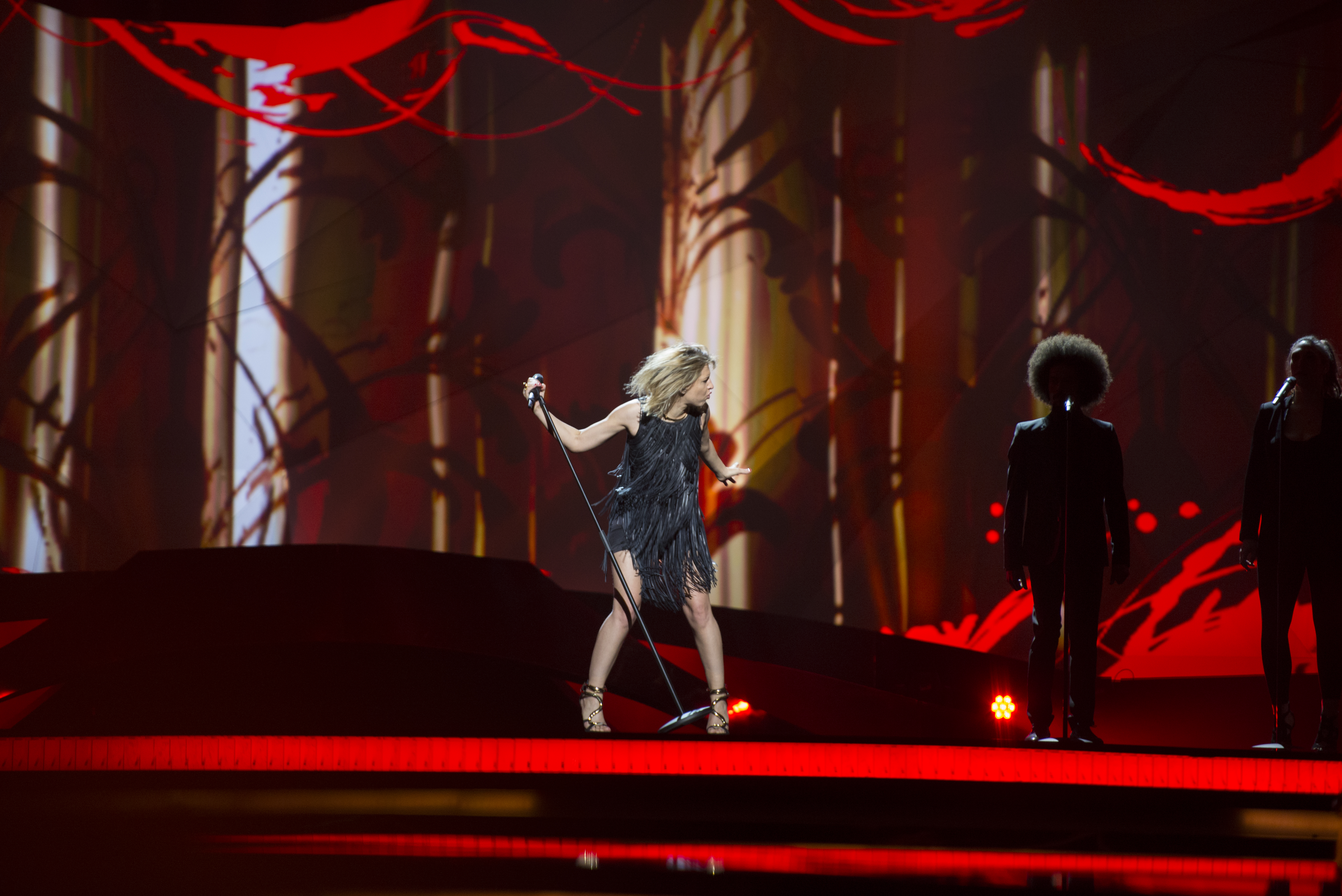
Amandine Bourgeois 2013
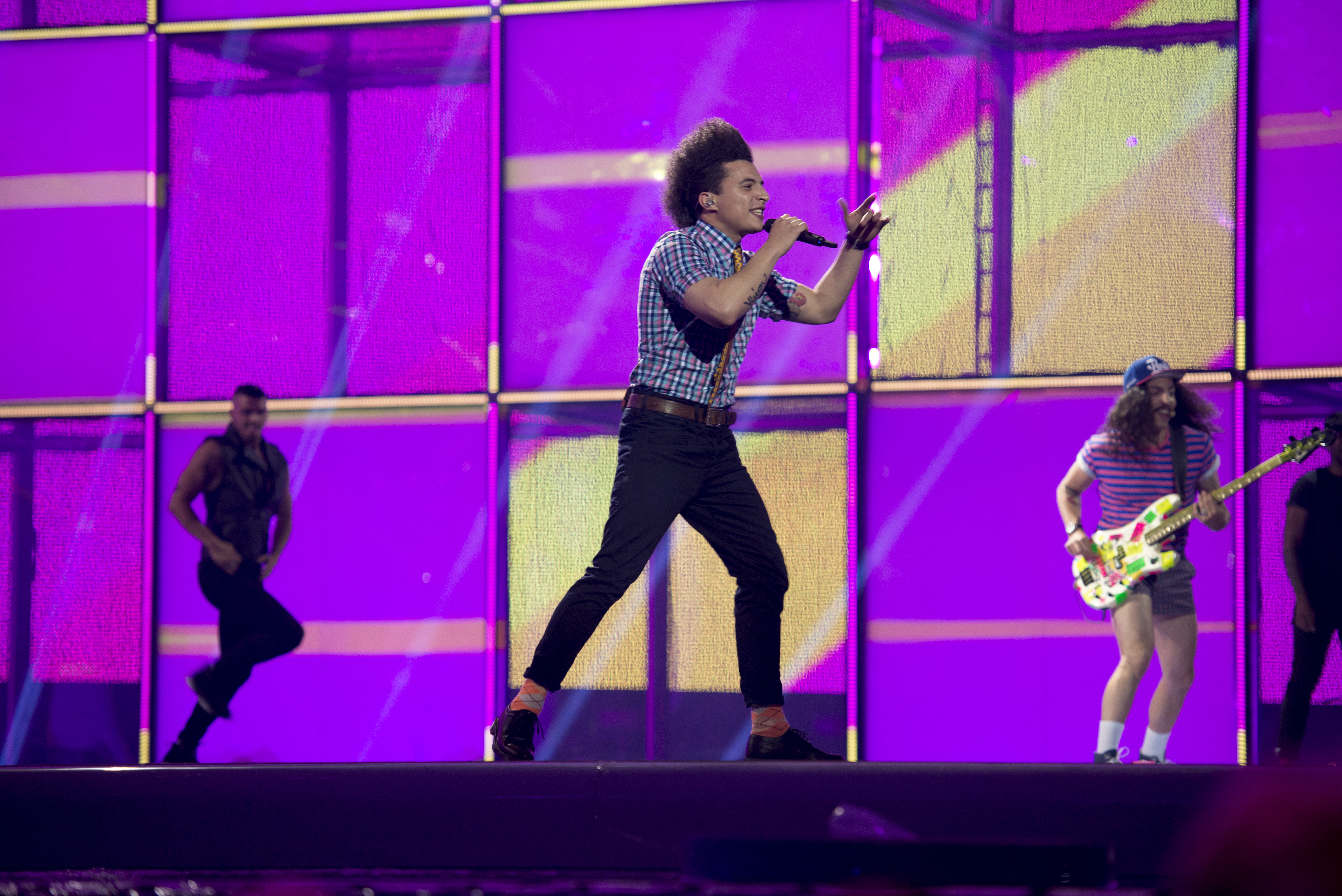
Twin Twin 2014
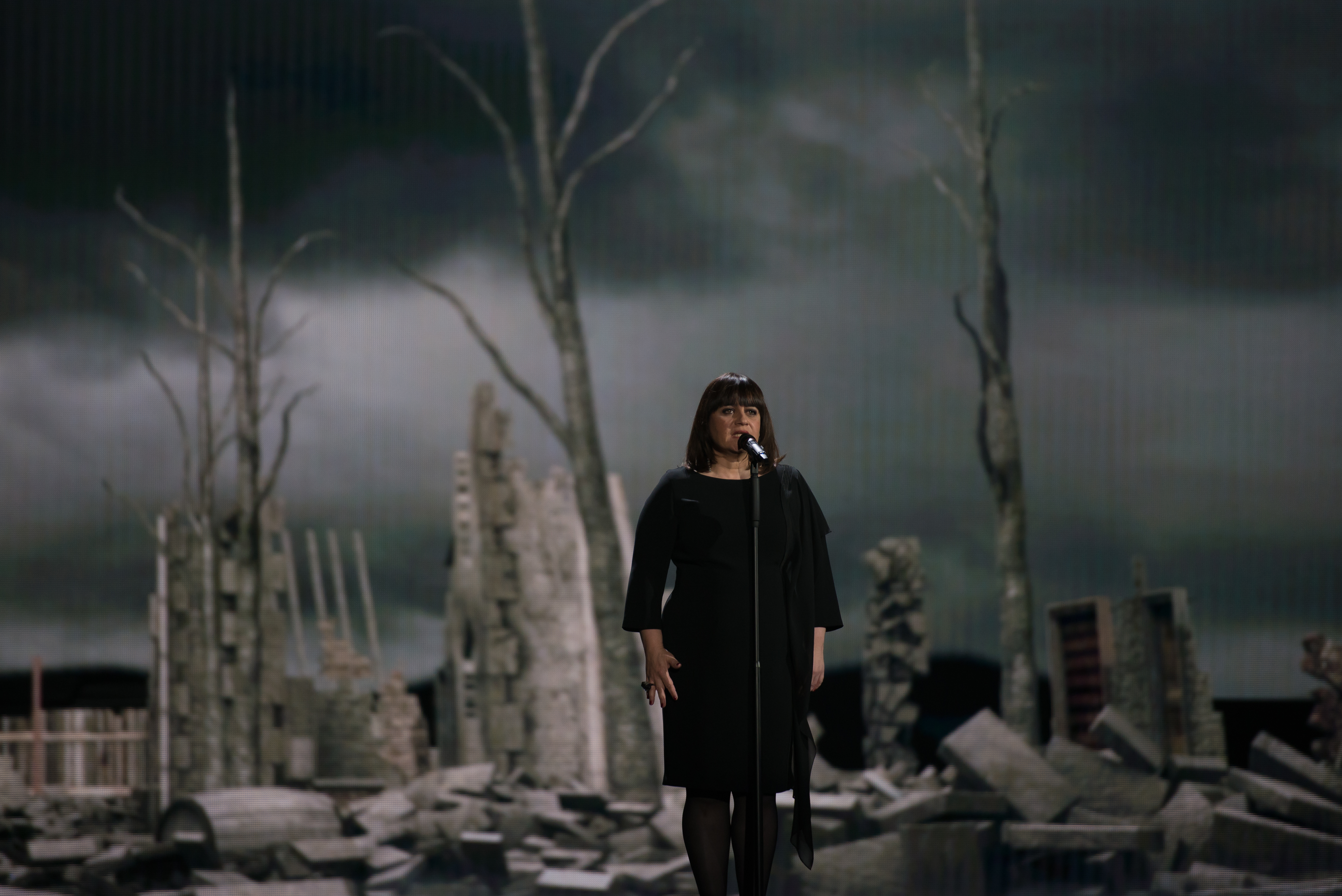
Lisa Angell 2015
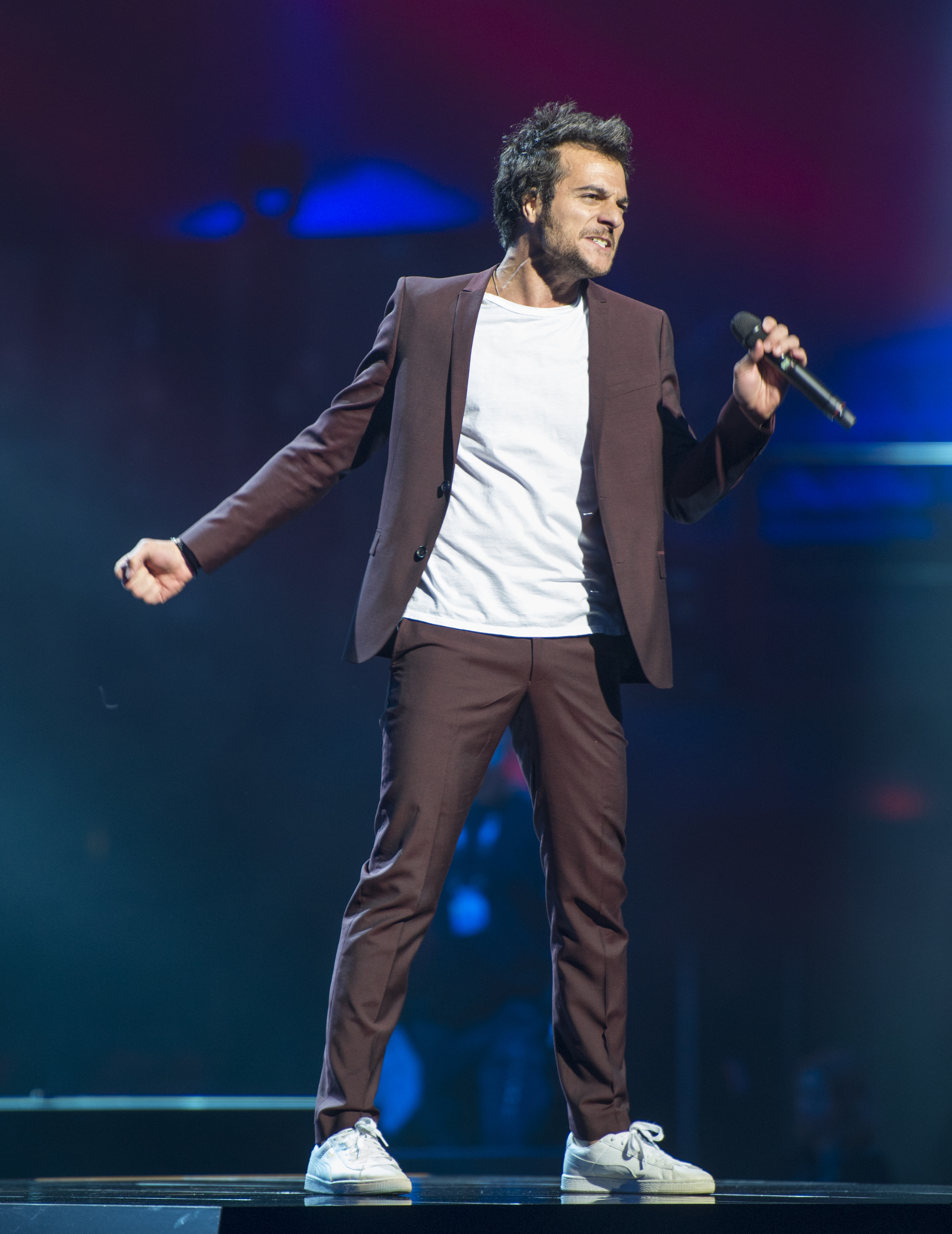
Amir 2016
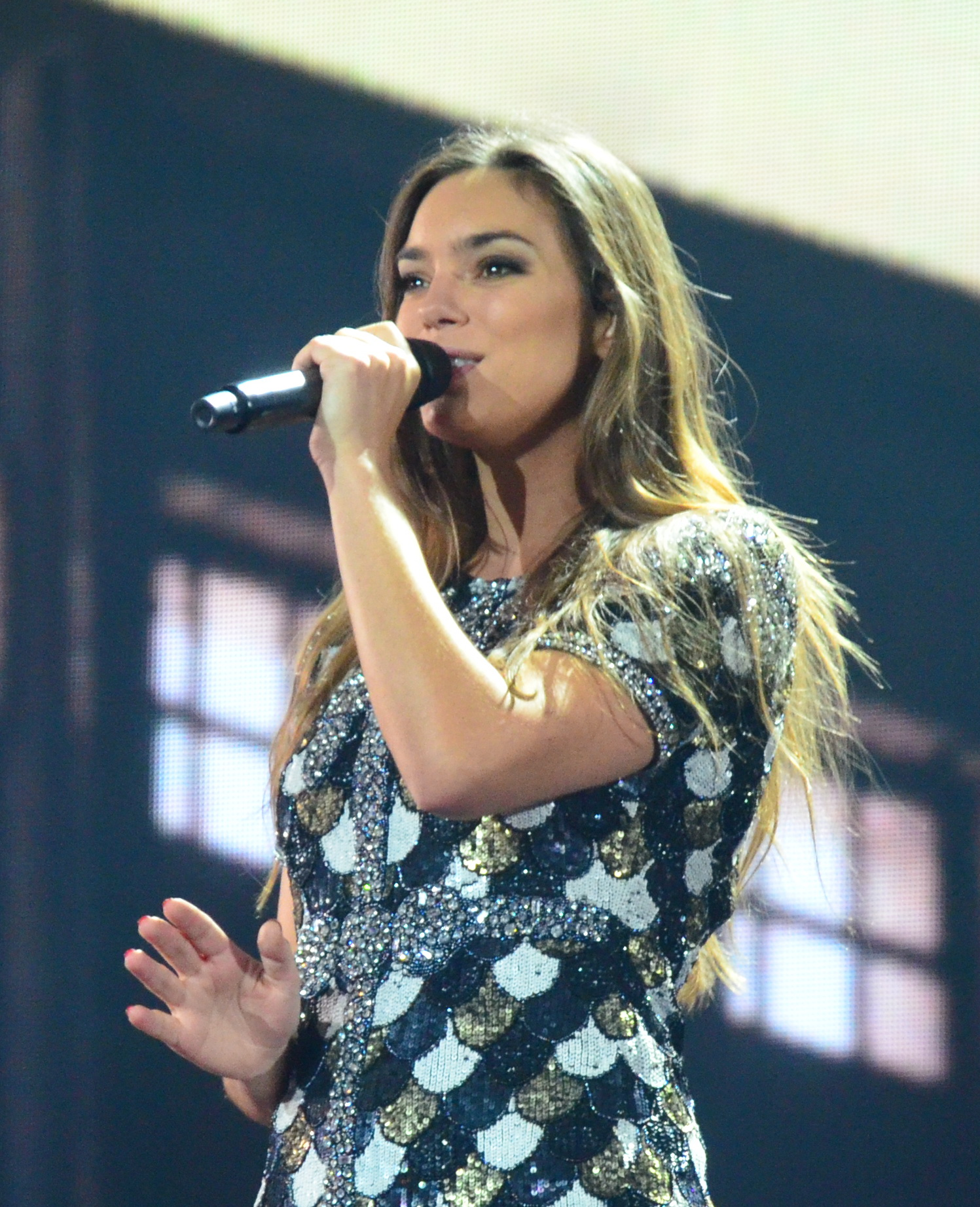
Alma 2017
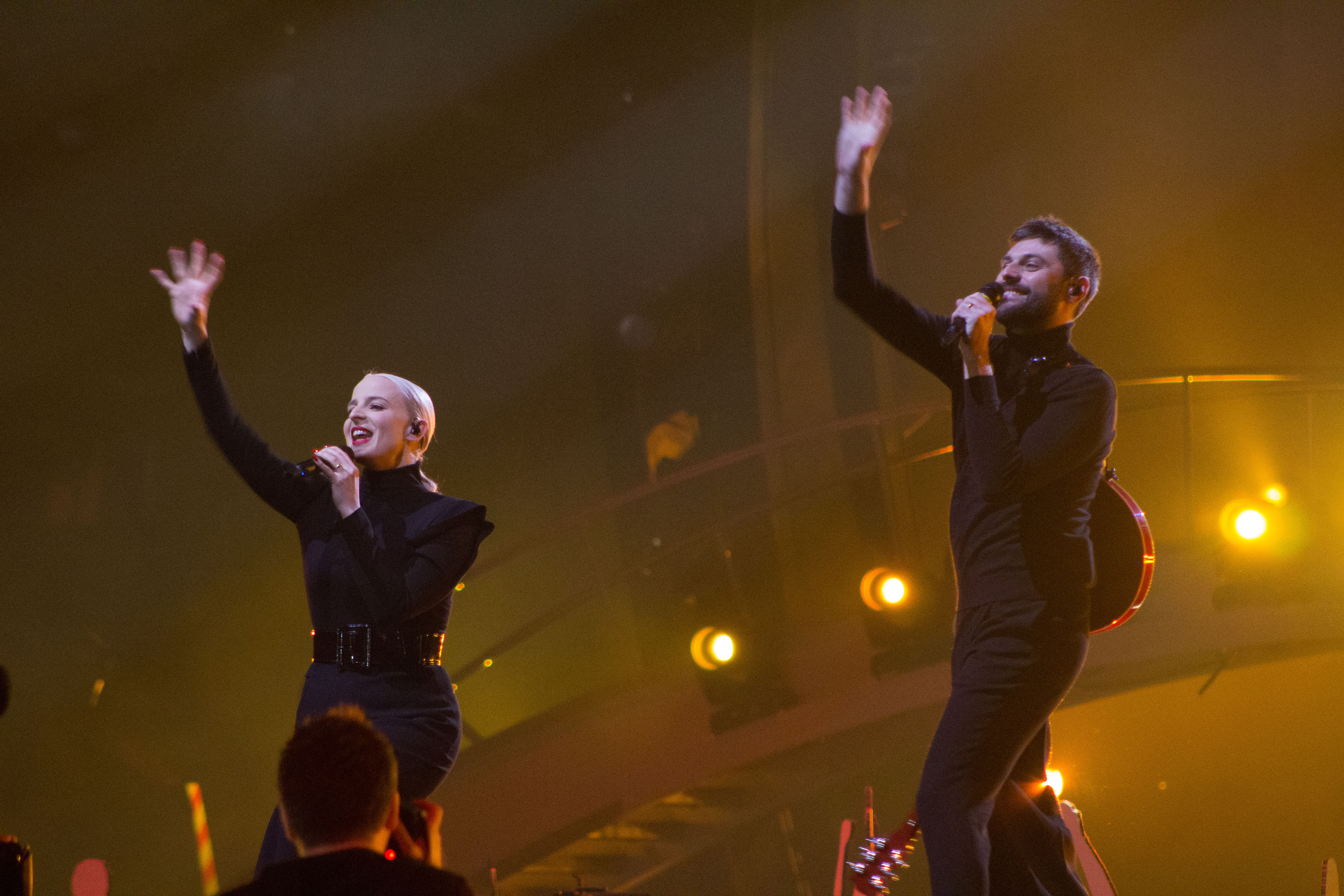
Madame Monsieur 2018
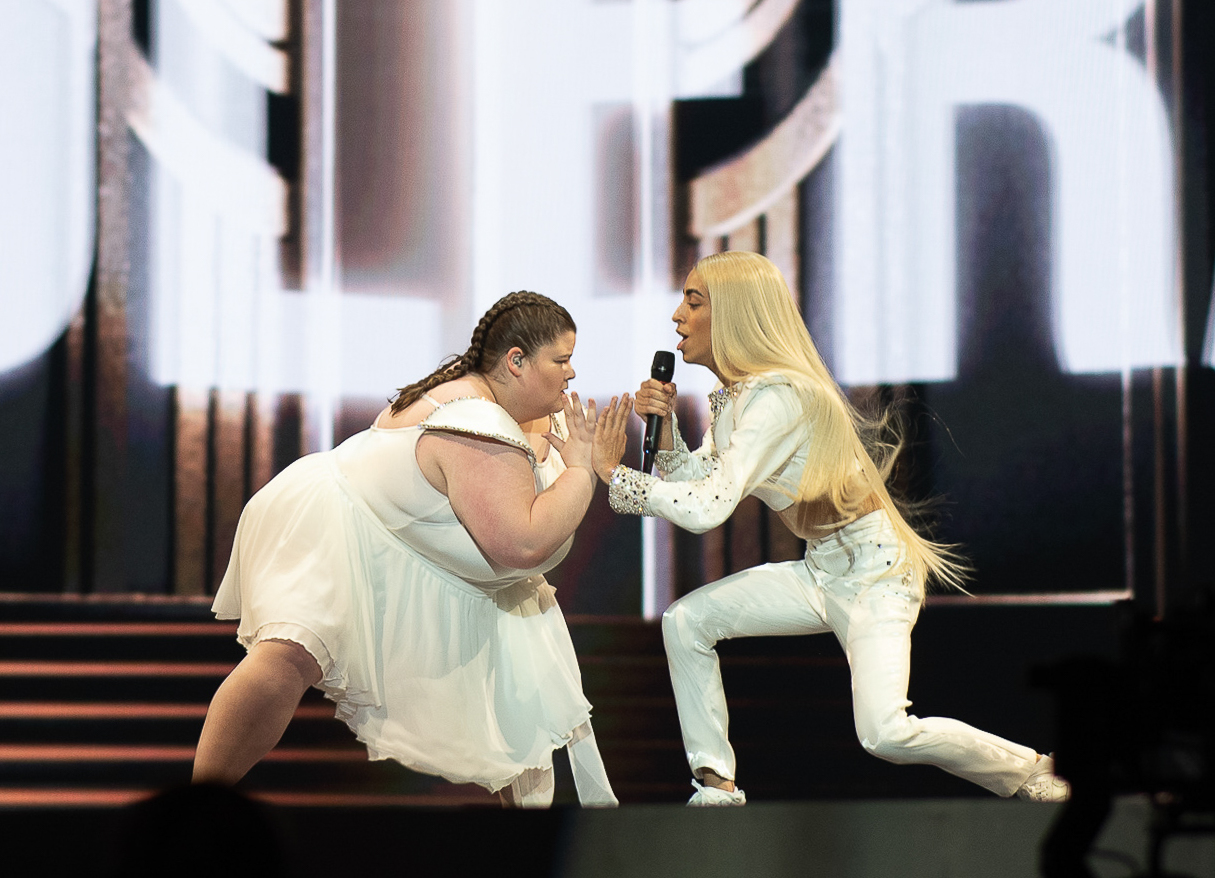
Bilal Hassani 2019
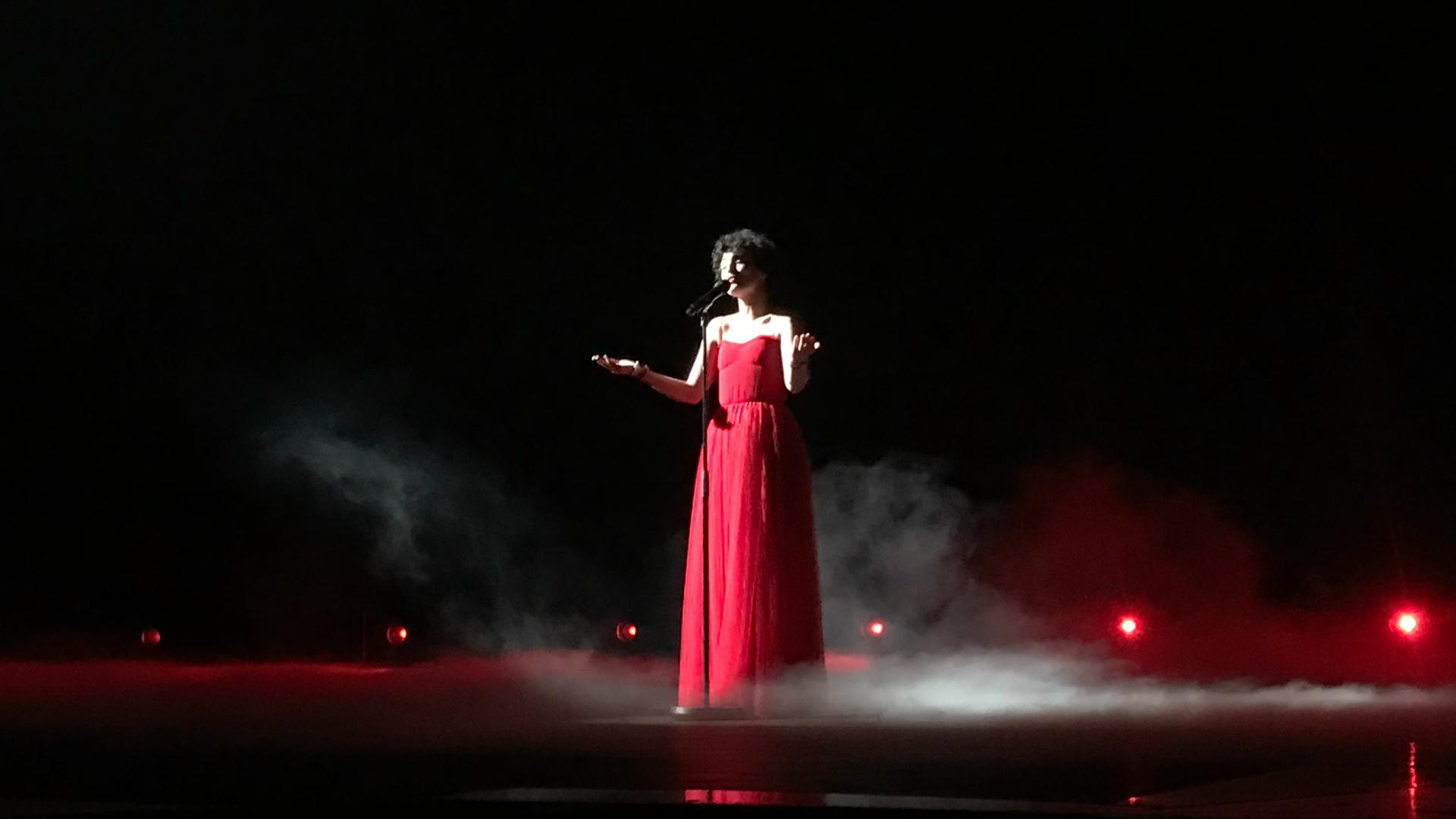
Barbara Pravi 2021
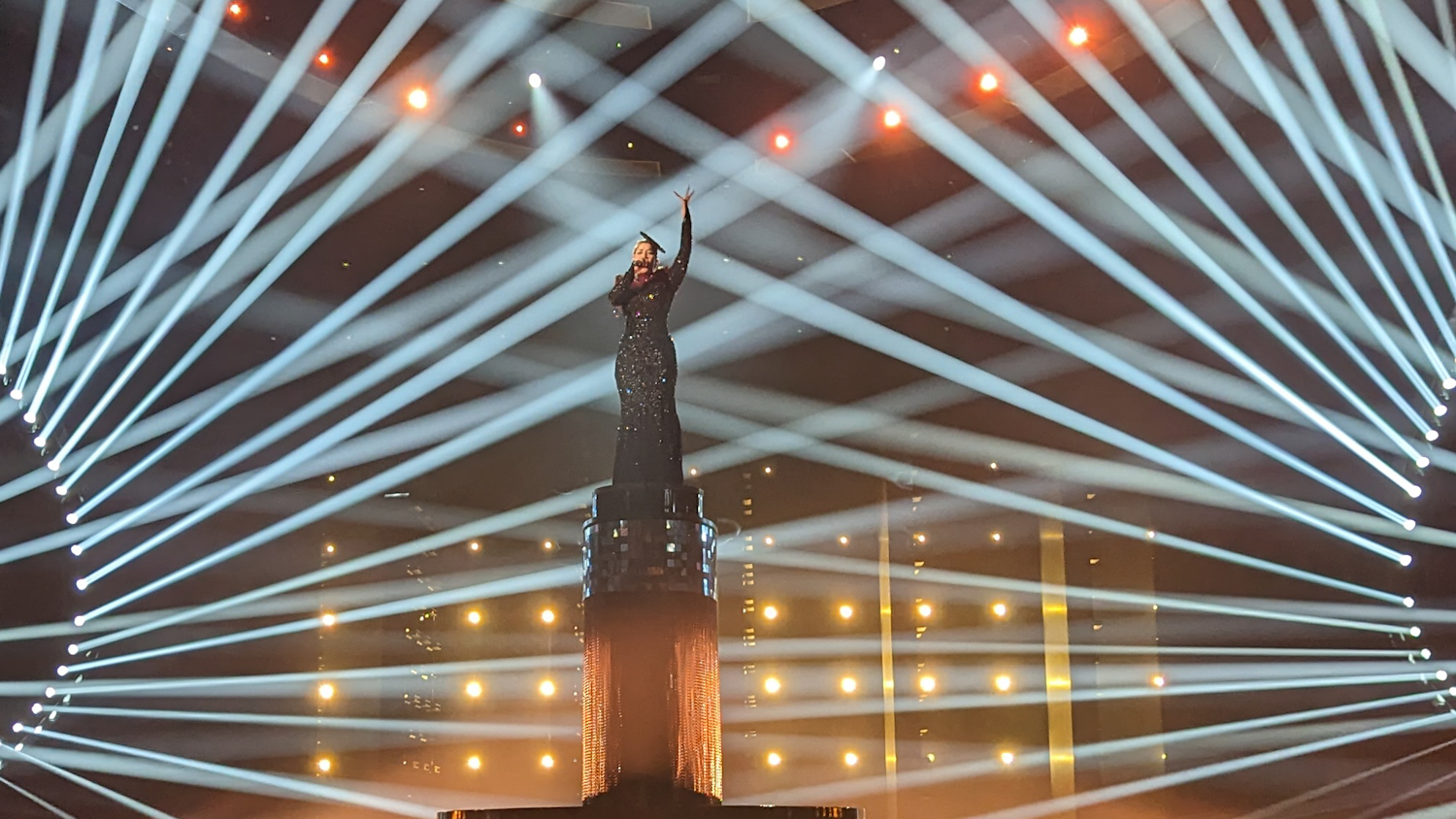
La Zarra 2023
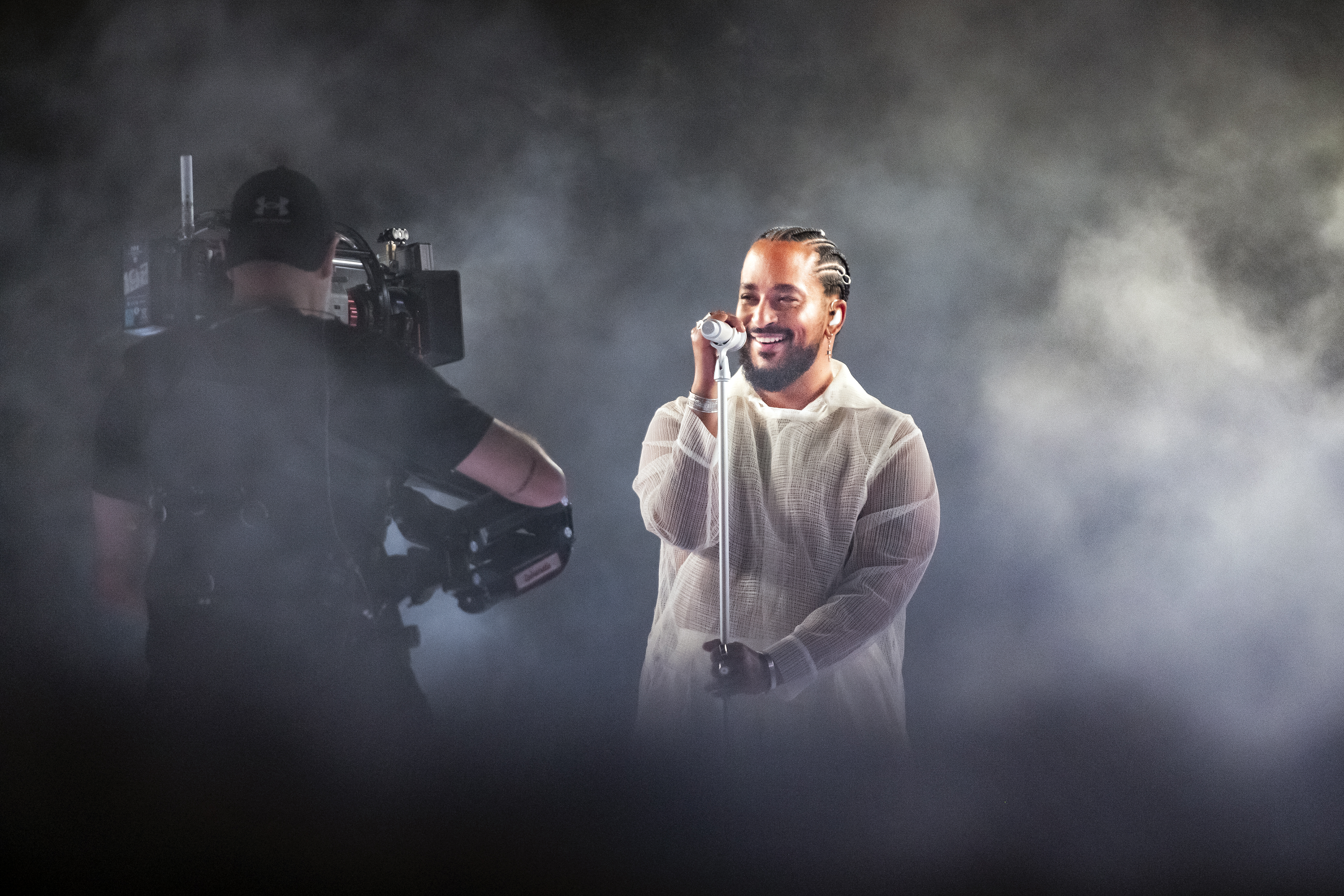
Slimane 2024
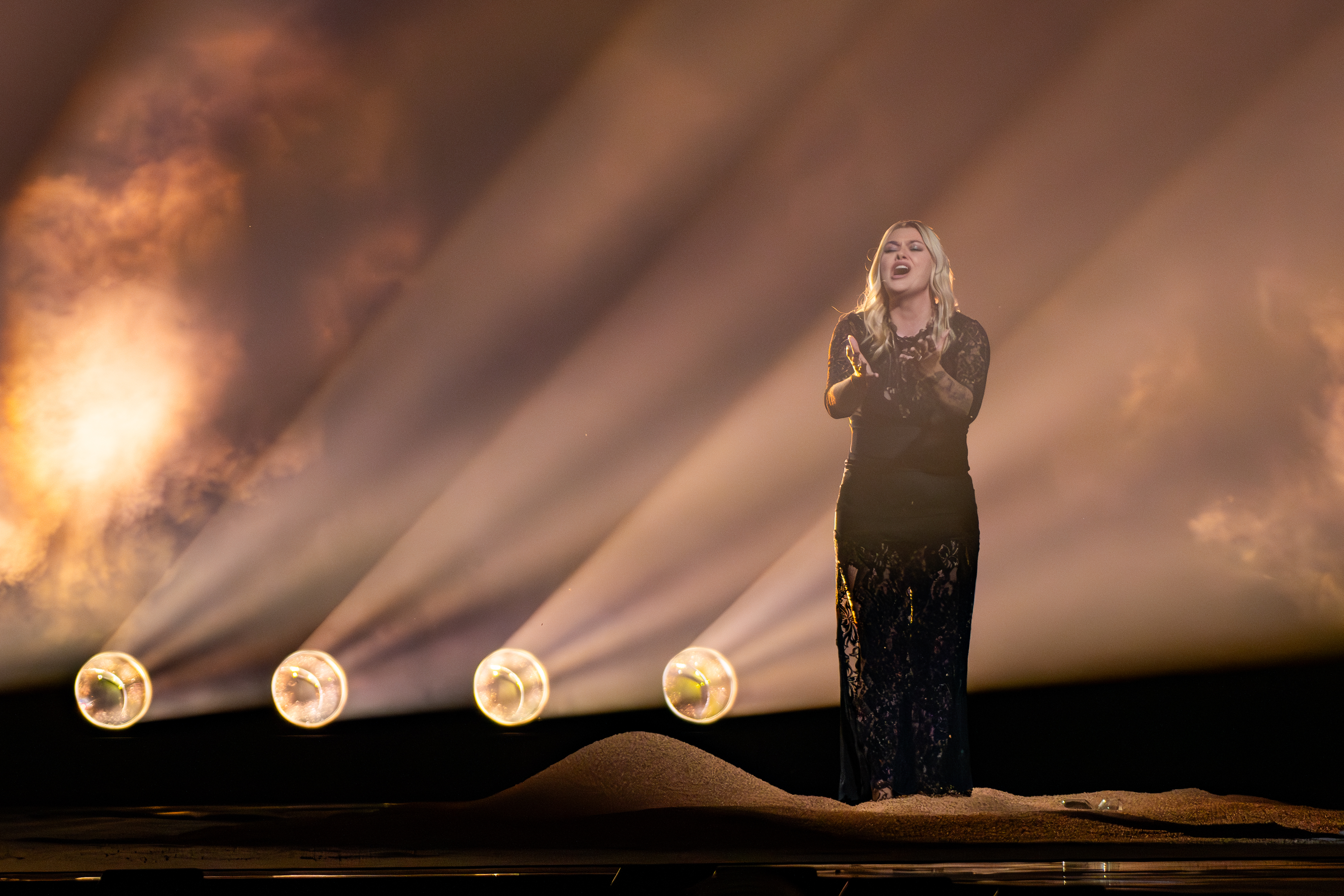
Louane 2025